# Puente de Inca
Puente de Inca (en catalán y oficialmente Pont d'Inca, también escrito con artículo el Pont d'Inca o es Pont d'Inca) es una localidad y pedanía española perteneciente al municipio de Marrachí, ubicado en la isla de Mallorca, la mayor de las Baleares. Limita al oeste con el término municipal de Palma de Mallorca, del que está separado por una frontera natural como es el Torrente Gros. 
Actualmente el pueblo lo constituye el núcleo urbano antiguo estructurado a ambos lados de la avenida principal Antonio Maura. Asimismo, varias zonas del pueblo, (Sa Cabana, Puente de Inca Nuevo, Puente de Inca Parque) han crecido tanto, en población y extensión, que muchos las consideran independientes del núcleo antiguo original, y tienen sus propias fiestas locales aunque oficialmente pertenecen a él.

## Toponimia
Existen varias teorías sobre el origen del topónimo «Puente de Inca». La más extendida defiende que el término hace referencia al puente erigido sobre el torrente Gros en el camino que unía la capital con Inca, población ubicada en el centro de la isla. En total ha habido tres puentes. El primero era de factura romana y habría perdurado hasta el siglo XV, cuando fue erigido un nuevo puente. Este segundo puente fue derruido en los años 1940 y sustituido por uno nuevo, el actual, mucho más funcional. Jaume Ribas, nacido en la localidad en 1914, lo relataba así en una entrevista para la revista Pòrtula en 1997:

Había uno grande y lo tomaron para hacer el nuevo. Parecía las cuestas de Lluch, subía y bajaba y este no. Sé que el primero que pasó fue Pedro Sastre, que regaló a los obreros dos ensaimadas así de grandes si lo dejaban pasar el primero y así lo hicieron y pasó una tarde con el coche. Pero no recuerdo cuando lo comenzaron, era después de la guerra. Todavía hay residuos de este otro [en] un pinar a la derecha cuando has pasado el puente.
Jaume Ribas

El nombre habría sido dado por gente procedente de la capital o de sus inmediaciones, quien debía atravesar el viaducto para llegar hasta la capital de la comarca del Raiguer. Si el nombre del puente, que luego se extendió a la población anexa, hubiese sido dado por los campesinos de la Parte Foránea que se trasladaban a la ciudad para vender sus productos posiblemente este sería «Puente de Palma» o «Puente de Ciudad». De todos modos, el topónimo es una reducción de cómo era conocido el puente: «el puente del camino de Inca».
En la misma línea, se ha contemplado la posibilidad de que la calzada romana entre Palma y Pollentia, no cubriera el mismo trazado que la actual carretera Ma-13A. A raíz de esta teoría, se ha propuesto que el puente romano sobre el torrente Gros estuviera ubicado algo más al norte, cerca de donde hoy pasa la autopista Ma-13, circunstancia que justificaría por qué no quedan vestigios del antiguo paso sobre el actual. Otra de las hipótesis, más minoritaria, explica el origen del topónimo en la existencia de un predio cuyo propietario se apellidaría Puente y sería originario de la villa de Inca. Dicho terreno, segregado de la posesión de Son Ametler, cuyas casas se situaban en el barrio palmesano de El Vivero, habría sido conocido como «el terreno de Puente de Inca».

### Gentilicio
El gentilicio de los nacidos en Puente de Inca es «pondinquero», -a, término que deriva de la versión catalana del mismo, pontdinquer. Esta se ha creado de añadir el sufijo -er —procedente del latín -arius y muy común en Canarias así como en Levante— al nombre de la población. Es también una práctica frecuente denominar a sus habitantes simplemente como «del Puente de Inca». No obstante, cabe mencionar que se trata de calificativos escasamente utilizados, ya que tiene más repercusión el gentilicio «marrachinero», mientras que el propio de Puente de Inca aparece en publicaciones de ámbito local o municipal. Del mismo modo es mencionable que, al igual que ocurre con muchos otros topónimos y gentilicios baleares, tiene un mayor uso la versión en catalán, tanto del gentilicio local como del municipal, independientemente de la lengua en la que esté escrito el texto. Según Gabriel Bibiloni, filólogo de la Universidad de las Islas Baleares, se debe a un fenómeno conocido como «mito de la intangibilidad del topónimo», a partir del cual se cree que los nombres de lugares —y por analogía, sus respectivos gentilicios— son inalterables.

### Nomenclátor urbano
Puente de Inca está formada por unas treinta calles, aunque el conjunto de sus núcleos de población suma más de ciento cincuenta vías. La mayoría surgieron a raíz del desarrollo de nuevas urbanizaciones y se caracterizan por tener nombres que guardan una cierta relación con el resto de denominaciones de la zona. En el núcleo originario de Puente de Inca predominan las vías con denominaciones religiosas, sobre todo hagiotopónimos. Así, tienen una calle los tres personajes a los que está dedicada la iglesia parroquial —San Alonso Rodríguez, Santa Caterina Tomás y Ramon Llull— pero también Santa Teresa, San Lázaro y San Agustín. Del mismo modo, diversas vías poseen una denominación relacionada con la religión; es el caso del Obispo Pedro Juan Campins Barceló, Sor Amparo Matheu, Hermano Benilde, La Salle, Santidad o plaza de la Iglesia. También hay varias calles que hacen referencia a antiguas casas o predios hoy urbanizados, como Ca na Xica, Cals Enagistes, Can Malvasia, Can Moragues, Can Diego o Can Baló. Otras vías llevan el nombre de personajes destacados de las artes y la cultura mallorquina; entre los ejemplos más destacables están los músicos Bartolomé Calatayud y Antoni Torrandell, la escritora Maria Antònia Salvà, el escultor pondinquero Francesc Salvà i Pizà así como el político Antonio Maura, que es además la avenida principal.
El nomenclátor de La Cabana puede dividirse en tres grupos. El primer grupo lo conforma la acera impar de la calle Cabana —vía principal de esta barriada—, cuyas travesías están dedicadas a pondinqueros ilustres; es el caso de las calles Sebastián Seguí, María Rigo o Juli Ramis. El segundo grupo está formado por la urbanización Benestar, cuyas vías están dedicadas a eclesiásticos (Hermano Andreu, Hermano Rafael, vicario Rafael Vallcaneres) y a políticos municipales (Antoni Bosch, Toribio Cádiz, Bartolomé Riera), si bien cabe mencionar la calle Sa Tanca de Can Balaguer, antiguo nombre de la finca. El tercer grupo está formado por la urbanización La Cabana, cuyas calles llevan nombres de pájaros; estornino, ruiseñor o tordo son algunos ejemplos. Paralelamente cabe mencionar la calle Balanguera, dedicada al himno de Mallorca, la calle Harinera, dedicada a la antigua industria homónima, la calle Cas Vicari, dedicada a una antigua finca, o las vías dedicadas a Xesc Forteza y Mariano Gómez Ulla. Continuando por la calle Cabana en dirección norte se entra en la urbanización de Nova Cabana-Son Macià, cuyas vías llevan nombres de flores (cactus, petunia, tulipán, rosa, etc.) Además, su vía principal, que cruza la calle Cabana a la altura del número 146 de esta última, recibe el nombre de avenida de las Flores. La flora es un tema recurrente en el nomenclátor municipal, ya que las calles de las urbanizaciones de Es Garrovers, Son Daviu y Ses Llegítimes llevan nombres de árboles frutales (melocotonero, olivo, albaricoquero) y de hierbas (hierbabuena, hierbaluisa, camomila, mata).
La urbanización de Can Carbonell es la que menos vías posee, siete. Su avenida principal recibe el mismo nombre que la urbanización y, menos dos calles transversales que fueron denominadas al igual que antiguas casas de labranza cercanas (Can Moraduix y Can Torres), el resto de vías llevan el nombre de territorios del Mediterráneo relacionados con la Corona de Aragón, como Sicilia, Alguer, Nápoles, Malta y el Rosellón. Junto a esta se encuentra Ses Cases Noves, cuyas calles llevan el nombre de personajes relacionados con la lengua y la literatura catalana como Guillem Colom, Manuel Sanchis Guarner, Joan Coromines o Pompeu Fabra, si bien también tienen dedicada una calle los médicos Pere Virgili y Berenguer Piquer. Al este de Ses Cases Noves y separada por la carretera Ma-30 y un centro comercial se encuentra la urbanización Son Ramonell. Todas las calles de este núcleo urbano, menos una de ellas que lleva el nombre de la posesión homónima, fueron denominadas con un antropónimo. En lo que a sexos se refiere hay quince con nombre de hombre y dos con nombre de mujer. Predominan las vías dedicadas a profesores y maestros (Maestro Andreu Ferrer, Profesor José María Olmos, Profesora Caterina Vives) aunque también hay algunas calles con nombres de personalidades mallorquinas destacadas en distintos ámbitos, como Anselm Turmeda, Guillem Cifre de Colonya o Jafuda Cresques.
Las calles de la urbanización Puente de Inca Nuevo fueron asfaltadas durante la segunda mitad de los años 1970, si bien no se las denominó hasta la década siguiente. Sus vías llevan el nombre de distintos accidentes geográficos y fincas de Mallorca, especialmente de la sierra de Tramuntana (Alfabia, Galatzó, Granja, Massanella), aunque también hay calles con nombres de antiguas fincas del término de Marrachí (Can Sbert, Caülls, Son Sales) o del Llano de Mallorca (So na Rosa, Xorrigo) así como de elementos cercanos (Vía, Torrente). Ya en los años 1990 se urbanizaron los terrenos colindantes con Puente de Inca Nuevo dando lugar a las urbanizaciones Cas Miot y Puente de Inca Parque. A la hora de dar nombre a las calles se aplicó la misma temática, nombres de fincas y predios, si bien en esta ocasión el ámbito se limitó a la denominada comarca del Pariatge; Son Sureda, Son Ferragut o Son Cos son algunos ejemplos. La única vía que no sigue este grupo semántico es la avenida principal, llamada de Cas Miot, que conecta la urbanización con la carretera de Inca.

## Geografía

### Ubicación
Está situado en la isla de Mallorca, cinco kilómetros al noreste de la capital insular. Tiene unas superficie total aproximada de 14,11 km², de los cuales únicamente 0,5 km² corresponden al núcleo de Puente de Inca. El resto del territorio corresponde a las urbanizaciones y barriadas vinculadas a la entidad singular de población homónima. Limita por el norte con Planera y Son Nebot, por el este con el polígono de Marrachí, El Figueral y Cas Capitá, por el sur con Pla de Natesa y por el oeste con los barrios palmesanos de La Indiotería, Son Cladera, Virgen de Lluch y El Vivero, de los que está separado por medio del torrente Gros. 
La mayor cota de la zona se encuentra al norte de la urbanización de Son Daviu, que se encuentra a 84 m s. n. m. En contraposición, el punto más bajo corresponde al lecho del torrente Gros —concretamente algunos metros al sur del puente que cruza la carretera de Inca— y presenta una altitud de 21 m s. n. m. La altitud media de la localidad es de 35 m s. n. m. El relieve pondinquero presenta un aumento progresivo de la cota del terreno en dirección norte, es decir, a medida que se aproxima a la sierra de Tramuntana.
El terreno urbano se ha expandido sobre las tierras de las antiguas posesiones en torno al corredor Palma de Mallorca-Inca, que presenta tres ejes; autopista, ferrocarril y carretera. A estas hay que añadirle los núcleos más periféricos como Son Maciá, o Es Garrovers, entre otros. Todos ellos forman una conurbación que se extiende desde el centro de Palma de Mallorca y que posiblemente una a las distintas localidades del municipio de Marrachí en unos años. El territorio que contiene el núcleo urbano está representado en la hoja 698 del Mapa Topográfico Nacional.
| Noroeste: Palma de Mallorca | Norte: Son Nebot y Planera | Nordeste: Planera   |
| Oeste: Palma de Mallorca    |                            | Este: El Figueral   |
| Suroeste: Palma de Mallorca | Sur: Pla de Natesa         | Sureste: Cas Capitá |

### Núcleos de población
Se divide en nueve núcleos de población. El de mayor relevancia es el núcleo histórico, al que algunos denominan erróneamente «Puente de Inca Viejo» para diferenciarlo del conjunto de núcleos. Cabe mencionar también La Cabana, que se caracteriza por la presencia de bloques de pisos de hasta seis alturas, edificados entre las décadas de 1960 y 1980 y ocupados en su mayoría por familias originarias de la península. Otra de sus urbanizaciones, Puente de Inca Nuevo, comenzó a construirse en 1980 y fue la primera urbanización legal del municipio. Coetáneamente fue edificada la zona conocida como Es Garrovers, aunque esta no estuvo exenta de polémica al ubicarse en terreno rústico. Ya en los años 1990 aparecieron el resto de urbanizaciones, cuya construcción se rigió por la ordenanza urbanística de 1987, que recalificaba como urbanizables las grandes fincas del término.
| Núcleo de población                   | Coordenadas                              | Habitantes | Distancia en km |
| ------------------------------------- | ---------------------------------------- | ---------- | --------------- |
| Benestar-Sa Cabana                    | 39°36′15″N 2°41′25″E / 39.60417, 2.69028 | 4498       | 0,7             |
| Can Carbonell                         | 39°36′34″N 2°41′41″E / 39.60944, 2.69472 | 847        | 2               |
| Cas Miot-Puente de Inca Parque        | 39°36′27″N 2°42′18″E / 39.60750, 2.70500 | 896        | 1,6             |
| Ses Cases Noves                       | 39°36′43″N 2°42′27″E / 39.61194, 2.70750 | 1867       | 2,3             |
| Es Garrovers-Son Daviu-Ses Llegítimes | 39°38′1″N 2°42′10″E / 39.63361, 2.70278  | 472        | 4,8             |
| Puente de Inca                        | 39°35′51″N 2°41′34″E / 39.59750, 2.69278 | 2962       | 0               |
| Puente de Inca Nuevo                  | 39°36′21″N 2°41′53″E / 39.60583, 2.69806 | 2222       | 1,4             |
| Son Maciá-Nova Cabana                 | 39°36′36″N 2°41′12″E / 39.61000, 2.68667 | 2440       | 1,7             |
| Son Ramonell                          | 39°37′0″N 2°42′41″E / 39.61667, 2.71139  | 1255       | 4,4             |
| Diseminado                            | -                                        | 1154       | -               |
| Entidad singular de población         |                                          | 18 613     |                 |

### Urbanismo

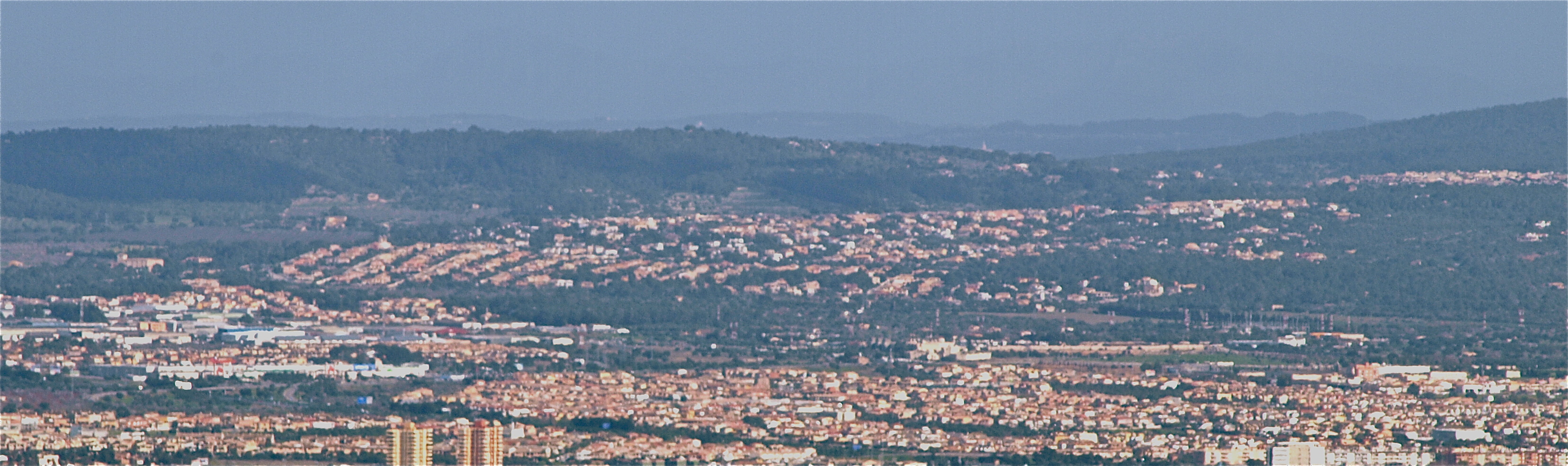
Vista del municipio de Marrachí desde Palma de Mallorca. En primer término, y delimitado por el torrente Gros, la gran extensión urbanizada que constituye el Puente de Inca. Puede apreciarse además el progresivo aumento de la cota del terreno hacia la sierra de Tramuntana.

Su desarrollo urbano está fuertemente relacionado con el aumento demográfico y de capacidad adquisitiva de la población palmesana. Así, la cercanía a la capital y las buenas comunicaciones motivaron el desarrollo urbanístico del entorno rural de la localidad. Familias jóvenes de recursos medios o medio-altos se instalaron en las urbanizaciones residenciales que surgieron en los alrededores del Puente de Inca. Hasta entonces, la localidad poseía una economía basada en la industria y la agricultura dominada por las grandes propiedades. En 1960, poseía 3015 habitantes, pero las ordenanzas urbanísticas de 1975 y 1987 motivaron que para 1995 la localidad contara con 7952 habitantes. Además de las normas municipales, la Ley del suelo de 1998, impulsada por el gobierno de José María Aznar (1996-2004), liberalizó la urbanización del territorio, lo que dio lugar al surgimiento de más urbanizaciones y motivó la transformación del terreno rústico de escaso valor agrario en parcelas de precios elevados. De este modo, en el año 2004 estaban censadas en el Puente de Inca 16 016 personas. El proceso de urbanización descontrolada del entorno rural de la localidad ha dado lugar a la acuñación del término «marrachinización». Un concepto que se refiere al crecimiento urbano que ha experimentado el municipio —especialmente Puente de Inca— en las últimas décadas y que se utiliza para designar la urbanización masiva de terreno rústico.

### Geología y relieve

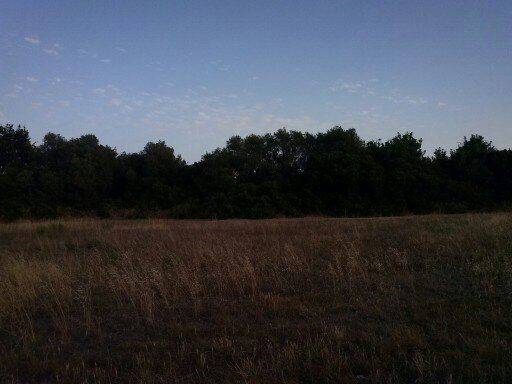
El torrente de Coanegra a su paso por Ses Cases Noves. El uadi está rodeado por abundante vegetación.

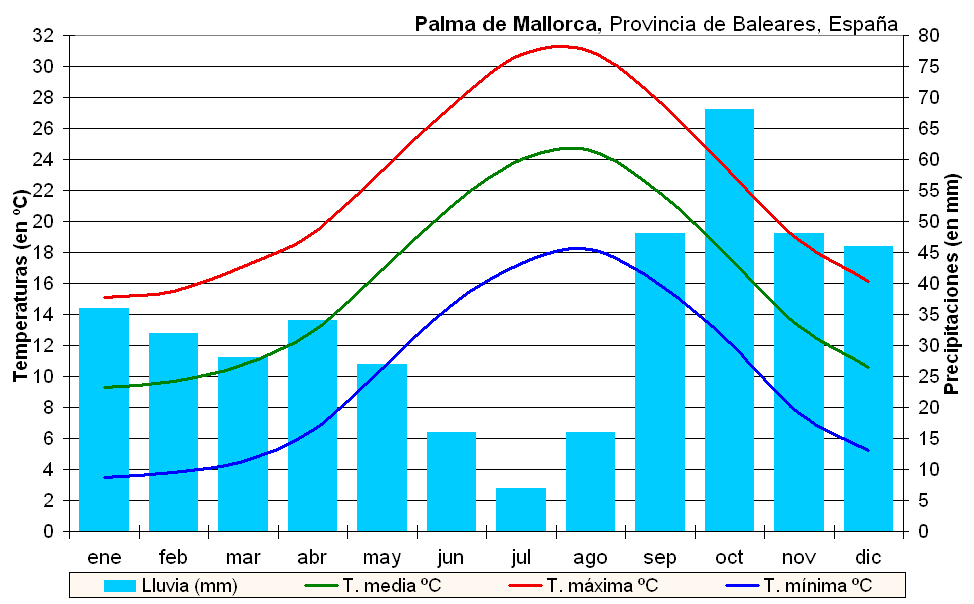
Climograma de Palma de Mallorca

La isla de Mallorca cuenta con dos grandes unidades montañosas, la sierra de Tramuntana y las sierras de Levante, entre las cuales se halla una franja caracterizada por una orografía suave, el Llano de Mallorca. Esta gran llanura presenta un origen geológico complejo, con rocas del periodo cretácico y cenozoico, que dan lugar a relieves suaves y elevaciones de poca altitud. El Puente de Inca se sitúa en el margen oeste de dicha llanura. Los materiales superficiales tienen, en la mayoría de casos, un origen marino procedente de distintos ambientes así como de los periodos mesozoico y cuaternario. Este peculiar origen geológico ha dado lugar a un relieve suave, sin grandes montes que destaquen sobre el terreno. Las escasas elevaciones se han mantenido a pesar de la erosión debido a su mayor dureza. Las áreas con materiales calcáreos, de origen mayormente marino, están cubiertas de maquia, mientras que las zonas en las que predominan los materiales margosos cuentan con una vegetación compuesta por garriga y pinar.

### Hidrología
La localidad cuenta con dos cursos intermitentes de agua. El torrente de Coanegra, popularmente conocido como «torrent de ses mates», nace en el núcleo buñolés de Oriente y desemboca a la altura de La Cabana en el torrente Gros. Este es el más largo, con veinticinco kilómetros de recorrido y con 345 km² de cuenca hidrográfica. Tiene dos fuentes; una en el Puig del Teix y otra en la sierra de Alfabia. Desemboca en la bahía de Palma, donde delimita los barrios palmesanos de El Molinar y Coll de Rabasa.

### Clima
Dispone de un clima templado mediterráneo, que se caracteriza por una acusada sequedad. Cuenta con una precipitación media que no supera los 500 mm y una temperatura media anual de 17 °C. Las precipitaciones son escasas y bastante irregulares. Presenta un acusado mínimo veraniego y alcanza su máximo con la llegada del otoño, que se va alargando durante el invierno. Las lluvias de septiembre, octubre y noviembre representan alrededor del 40% de las precipitaciones anuales. La variabilidad de las precipitaciones no es únicamente de una estación a otra, sino que en ocasiones presentan grandes diferencias de un año para otro. Se trata de un fenómeno típico de la zona climática. Es durante el verano cuando las temperaturas son más altas, con una media de 27 °C. El mes más frío es enero, con 15,1/3,5 °C y el más caluroso agosto, con 31,0/18,2 °C. La localidad recibe anualmente unas 2756 horas de sol. La zona se encuentra resguardada del viento nórdico de la Tramuntana por montañas de más de mil metros de altura.

## Historia
Se desconoce la fecha exacta en la que comenzó a desarrollarse urbanísticamente el núcleo conocido como Puente de Inca. Existe constancia del puente que le da nombre en 1465, año en el que habría sido renovado, lo que indica que el origen del mismo es anterior, probablemente de época romana. Lo más probable es que el inicio del desarrollo urbano tuviera lugar durante la primera mitad del siglo XIX, período durante el cual se edificaron varios hostales junto a la carretera de Inca, a la altura del puente sobre el torrente Gros que delimita los municipios de Palma de Mallorca y Marrachí. Igualmente, el primer registro de población de derecho en la zona data del año 1840, con el establecimiento de una casa en la zona de La Cabana. En un artículo publicado por la Revista de Obras Públicas en mayo de 1875, el ingeniero Eusebio Estada se refería a Puente de Inca como un «sitio de recreo para los moradores de la capital [que] atrae una numerosa concurrencia los domingos y días festivos».

### SigloXIX
Los hostales y posadas del Puente de Inca contaban con una gran afluencia de clientes, tanto gente que se dirigía hacia Palma de Mallorca y pasaban la noche en ellos, como gente que acudía expresamente a esos locales. Sus propietarios compraban vino a los viñedos de Consell y Binisalem y, al pertenecer al municipio de Marrachí, no se veían obligados a aguar el vino para ser competentes, como sí hacían los taberneros de Palma producto de las cargas fiscales que imponía el ayuntamiento. A finales del siglo XIX Puente de Inca se había convertido en un lugar de ocio para la sociedad palmesana; se habían edificado varias viviendas benestantes donde los burgueses pasaban las vacaciones, si bien progresivamente muchas se convirtieron en primera residencia. Los motivos que justifican el asentamiento de familias acomodadas en la localidad son que Puente de Inca era un núcleo próximo a Palma de Mallorca, con buenas comunicaciones y con menos impuestos que en la capital.
También se encontraba en sus inmediaciones el colegio de Santa Teresa, un internado elitista, ejemplo de colegio católico-burgués decimonónico en el que estudiaban los hijos de la clase alta palmesana. Entre sus alumnos puede mencionarse al banquero Juan March. El centro fue fundado en 1888 por Bartolomé Ordinas en una parcela delimitada por la carretera de Inca y la calle de la Unión —posteriormente rebautizada como de Santa Teresa—, aunque en 1903 su titularidad pasó a manos de las Dominicas de la Presentación, congregación religiosa que ha gestionado el centro desde entonces. Además de esta orden francesa, cabe mencionar la presencia de las Hermanas Agustinas, establecidas en 1896 y dedicadas a parvulario, visita a los enfermos y servicio en la iglesia parroquial, y los Hermanos de La Salle, que se establecieron en la finca de Can Matas en 1905.
El 28 de febrero de 1875 fue inaugurada la línea ferroviaria entre Palma de Mallorca e Inca, la cual contaba con una estación en la localidad. El edificio se ubicó junto al inicio del camino de la Cabana, emplazamiento que no ha varado desde entonces. La llegada del ferrocarril contribuyó a que Puente de Inca se convirtiera en uno de los barrios industriales de la periferia palmesana, el más alejado de ellos y el único ubicado en otro municipio. Paulatinamente se instalaron en la zona distintos almacenes e industrias, que desarrollaban una actividad económica muy distinta a la agricultura que había caracterizado tradicionalmente al municipio. Cabe destacar que todas las factorías se ubicaron en el lado izquierdo de la carretera de Inca —buscando seguramente la cercanía a la estación de ferrocarril— en los terrenos pertenecientes a la antigua posesión de La Cabana. Sus casas, que estaban ubicadas al norte de la actual barriada homónima, fueron demolidas en 1980, ya que obstaculizaban el trazado de la autopista Ma-13.
De entre las distintas industrias pondinqueras cabe mencionar una, la Harinera Balear, ubicada junto a la estación del ferrocarril. Se estableció en la localidad en 1880 y su edificio, diseñado por Eusebio Estada, fue el más alto de la isla, con siete plantas y 365 ventanas. La compañía se dedicaba al transporte de harinas, cereales y barricas de vino. Cobró gran importancia tras adquirir dos embarcaciones llamadas Cataluña y Balear para exportar vino a Francia cuando la plaga de la filoxera afectó a dicho país. Sin embargo, la misma plaga afectó a los campos de Mallorca años después, por lo que la empresa quebró y cerró en 1895. Su edificio fue derruido en 1915, aunque se conservó su chimenea, actualmente protegida y que destaca junto al campanario de la iglesia como elementos verticales que contrastan con la horizontalidad característica de la localidad. La parcela que otrora albergaba la harinera fue ocupada por Bodegas Suau y Helados La Menorquina.

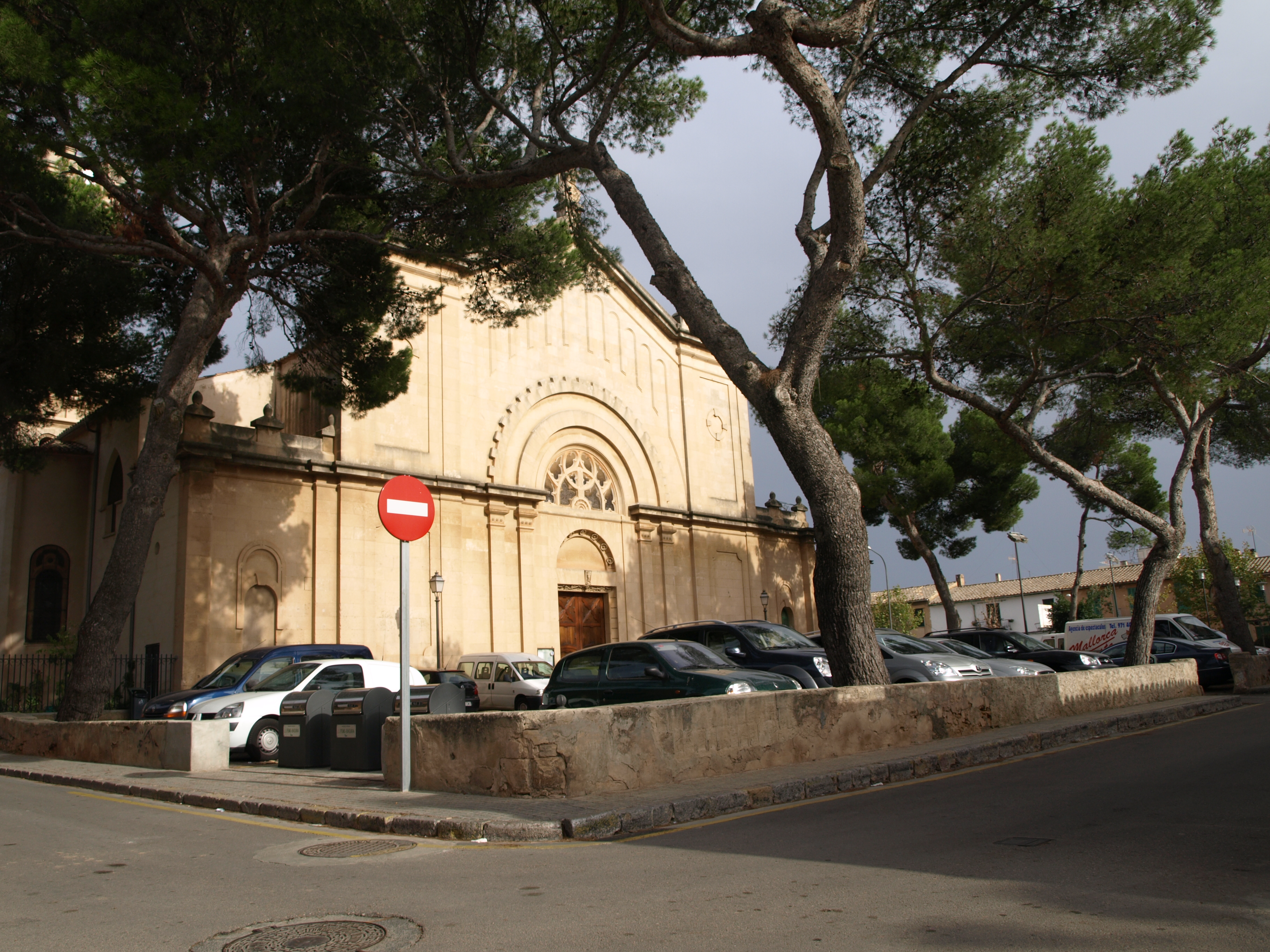
Calles Ramon Llull y Obispo Campins. Al fondo, la iglesia de San Alonso Rodríguez

Para finales del siglo XIX, Puente de Inca contaba con cerca de cuatrocientos habitantes y más de ciento cincuenta edificios. Tal y como relata el archiduque Luis Salvador en su obra Die Balearen in Wort un Bild, los habitantes del Puente de Inca debían trasladarse a la parroquia de San Lázaro, en el Pla de Natesa, para oír misa, ya que su pueblo carecía de templo. A medida que la población se incrementó surgió la necesidad de tener iglesia propia. Así, el 6 de mayo de 1889, el obispo de Mallorca, Jacinto Cervera, habilitó un oratorio en una sala del edificio de la Harinera Balear, que funcionó como tal hasta 1901. Durante ese periodo también se celebró la eucaristía en la sala de espera de la estación de tren. 
Paralelamente, el 22 de junio de 1890 era colocada la primera piedra de la iglesia, dedicada a San Alonso Rodríguez, Santa Catalina Thomás, y Ramon Llull, y el 2 de septiembre de 1894 se bendecía una de las capillas del nuevo templo. Tras una parada por falta de recursos económicos —ya que eran los propios feligreses quienes habían de sufragar mediante donaciones la construcción de la iglesia— las obras se reanudaron en 1903 bajo la dirección del arquitecto Gaspar Bennazar. En septiembre de 1904 el obispo Campins bendecía el nuevo templo. El progresivo aumento de población que experimentó el Puente de Inca en las décadas siguientes motivaron que la iglesia adquiriera la categoría de «parroquia de entrada» en 1913 y «parroquia de ascenso» en 1935. La parroquia fue edificada sobre unos terrenos pertenecientes a la posesión de Cals Enagistes. Mediante un acuerdo firmado en Palma de Mallorca en noviembre de 1886, su propietario, Antonio Serra, vendía al ayuntamiento de Marrachí y al obispado de Mallorca una parcela de 3600 m², de los cuales 2400 fueron para la construcción de la iglesia, sus dependencias y de una plaza pública. Los 1200 m² restantes fueron urbanizados por el ayuntamiento a partir de 1922, que aplicó un plan hipodámico delimitado por el camino de San Lázaro y la carretera de Inca.

### SigloXX

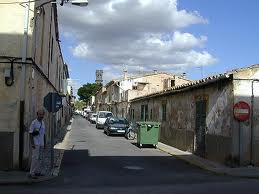
Inicio de la calle Ramon Llull

Durante los primeros años del siglo XX surgieron en la localidad varias asociaciones obreras. La mayoría estaban formadas por obreros católicos, aunque también hubo grupos comunistas. Actuaron con mayor incidencia a lo largo de la dictadura de Primo de Rivera (1923-1930) y durante los primeros años de la Segunda República Española. Sin embargo, cabe destacar que pese a la idiosincrasia industrial de la localidad esta no llegó a ser nunca un destacable núcleo marxista o representativo del movimiento obrero, algo que sí ocurría en el sector zapatero de La Cabaneta. En las elecciones municipales del 12 de abril de 1931, que culminaron con el advenimiento de la Segunda República, no fue elegido ningún concejal republicano. No obstante, cabe tener en cuenta que Mallorca era un territorio rural donde el caciquismo y el pucherazo influía aún en el sufragio. Así, en la repetición de los comicios que tuvo lugar dos semanas después, en el Puente de Inca los republicanos de centro obtuvieron 439 votos y los socialistas 173. Durante la guerra civil española (1936-1939) no se produjeron acontecimientos bélicos demasiado relevantes, aunque la existencia en la localidad y sus cercanías de objetivos de importancia militar obligó a extremar las medidas de protección. Es reseñable que cuando estalló el conflicto el 18 de julio de 1936, varios milicianos republicanos bloquearon el puente sobre el torrente Gros, si bien se retiraron al día siguiente. Al igual que en muchas otras localidades, hubo refugios antiaéreos subterráneos a los que la población acudía asiduamente cuando sonaban las alarmas. En el Puente de Inca se encontraban bajo la parroquia de San Alonso y bajo la Harinera Balear. Sus accesos no se tapiaron hasta finales de los años 1940.
De todos modos, es destacable el papel del aeródromo de Son Bonet en la contienda. Ubicado entre el Puente de Inca y Pla de Natesa, hay constancia de actividad aérea desde 1920, aunque no fue hasta 1928 cuando comenzó a recibir vuelos de aviación comercial, operados por Iberia LAE. El 12 de mayo de 1935, el general Manuel Goded, comandante general de Baleares, inauguraba las instalaciones del Aeroclub. Entre 1936 y 1939, el aeródromo funcionó como base área de la Aeronautica Militare, albergando los bombarderos italianos que atacaban Barcelona y Valencia. Una vez acabado el conflicto, volvió a funcionar como aeropuerto civil de la isla. A su pistas llegaron a partir de los años 1950 los primeros turistas en masa de la isla, en compañías como BEA, Aviaco, Lufthansa o Air France. En 1960 la aviación comercial se trasladó a Son Sant Joan, al no poder ampliarse Son Bonet por hallarse muy próximo a zonas urbanas.
Durante la Dictadura franquista (1939-1975) la historia pondinquera fue bastante plana, sin acontecimientos demasiado relevantes pero con diversos sucesos dignos de mención. En esos años la población de la localidad se empleaba como jornaleros en las posesiones cercanas o en las industrias y comercios de la zona, aunque cabe mencionar un importante volumen de trabajadores de Iberia LAE, debido a la cercanía del aeropuerto. En los años 1940 se abrieron dos cines —Excelsior y Palau— y se constituyeron algunas asociaciones locales vinculadas al Movimiento Nacional. De todos modos, el hecho más destacable durante el primer decenio de la dictadura fue el intento de anexión por parte del ayuntamiento de Palma de Mallorca. En dos ocasiones lo intentó el consistorio de la capital; en 1941 solicitó la incorporación de Puente de Inca y Pla de Natesa a su término, mientras que en junio de 1945 presentó una instancia para anexionarse la totalidad del municipio de Marrachí, tal y como había hecho algunos años antes con el municipio de Establiments. Las dos veces su propuesta fue rechazada. Ya en la década de 1950 se suprimió el tranvía que unía la localidad con el centro de Palma y se sustituyó por un servicio de autobuses. La línea, que hacía el recorrido Palma de Mallorca-Can Capas-El Vivero-Puente de Inca, era utilizada esencialmente por trabajadores que requerían trasladarse a Palma diariamente, pero también prestaba servicio al aeropuerto. Era una de las líneas de mayor uso de la ciudad, llegando a superar los dos millones de usuarios anuales, aunque la cifra se redujo ligeramente cuando en 1952 se estableció un servicio de autobús que conectaba el centro de la ciudad con la terminal de Son Bonet. En 1957 desaparecía definitivamente el tranvía. A partir de ese momento, la localidad contó con dos líneas; la de Puente de Inca y la del aeropuerto. La llegada de los autobuses dio lugar a un nuevo conflicto entre ambos consistorios, por lo que mientras la disputa duró la línea solo llegaba hasta Virgen de Lluch, sin entrar en el término municipal de Marrachí.

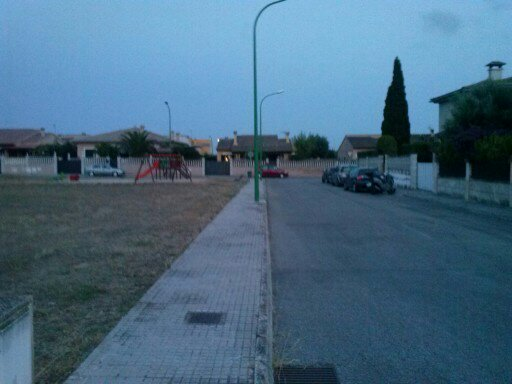
Una de las calles de la urbanización Puente de Inca Parque

En los años 1960 se establecieron nuevas fábricas y talleres en la localidad, como Confecciones Erica o Pastas Gallo. También se creó por decreto municipal el servicio de recogida de basuras en Puente de Inca. Paralelamente, es reseñable la participación de la población en el desfile que hubo en Palma durante el verano de 1964 con motivo de los XXV Años de Paz. A finales de esa misma década comenzaron a construirse edificios de viviendas de hasta seis plantas en el camino de la Cabana. También se urbanizó la finca Sa Tanca, ubicada entre dicho camino y el torrente de Coanegra, dando lugar a una nueva barriada que recibió el nombre de Benestar. Sin embargo, estas construcciones fueron únicamente el inicio de un fenómeno que se prolongaría durante varias décadas. Durante la alcaldía de Guillem Vidal (1972-1991) se promulgaron dos decretos urbanísticos; el primero en 1975 y el segundo en 1987. El de 1975 permitió la construcción a ambos lados de la calle Cabana, desde la avenida de Antonio Maura hasta las casas de la antigua posesión, y motivó la urbanización de la totalidad de Sa Tanca, mediante la construcción de viviendas unifamiliares. Además dio pie para la planificación de la Fase I de Puente de Inca Nuevo, sobre los terrenos del predio de Can Sbert. Doce años después, durante la revisión del Plan General de Ordenación Urbana (PGOU), se recalificaba como suelo urbanizable el terreno de todas las grandes fincas del término. Así, durante los años 1990 surgieron nuevos barrios residenciales formados por viviendas unifamiliares de una o dos plantas. Durante la legislatura 1991-1995 se intentó frenar la especulación urbanística que experimentaba el lugar. El nuevo equipo de gobierno municipal —formado por el PSOE y la agrupación local Independientes de Marrachí— limitó la altura de las edificaciones por la proximidad a Son Bonet, ya que el PGOU de 1987 permitía la construcción de grandes fincas y preveía una población de 130 000 habitantes. Las últimas urbanizaciones se construyeron entre 1998 y 2001, pero se continuaron edificando nuevas viviendas hasta el inicio de la crisis económica de 2008.

## Demografía
Puente de Inca cuenta con una población de 18 587 habitantes y una densidad de 1317,29 hab/km². Según datos del padrón de 2012 publicados por el Instituto Nacional de Estadística (INE), la proporción entre sexos era de 9313 hombres (50,1 %) y 9274 mujeres (49,9 %). Con 18 587 habitantes, representa el 53,7 % de la población total de Marrachí. Si fuese un municipio independiente sería el séptimo más poblado de la isla, solo superado por Palma de Mallorca, Calviá, Manacor, Llucmajor, Inca y Alcudia. Cabe destacar además los siguientes factores:
- Por edades: 3545 niños de 0 a 16 años (19,0 %), 13 243 adultos de 16 a 64 años (71,1 %) y 1825 ancianos de más de 65 años (9,9 %).[56]
- Por lugar de nacimiento: 1843 de Marrachí (9,9 %), 11 016 del resto de las Islas Baleares (59,2 %), 4442 del resto de España (23,8 %) y 1312 extranjeros (7,1 %). El desarrollo urbanístico experimentado durante el último cuarto del siglo XX motivó un trasvase de población desde Palma de Mallorca; en torno a un 45 % de los habitantes de la localidad proceden de la capital mallorquina. También fue destino para la oleada migratoria de los años 1970, proveniente en su mayoría de Andalucía (37 %), seguida de Castilla-La Mancha (14 %), Cataluña (8 %), la Región de Murcia (6 %), la Comunidad Valenciana (6 %) y Castilla y León (5 %).[57]

A nivel educativo, en 1995 se constataban los siguientes niveles de instrucción: un 4,2 % de analfabetismo, un 57,7 % con la enseñanza básica finalizada, un 26,7 % con bachillerato o estudios similares, un 11,3 % con estudios universitarios. Las diferencias entre hombres y mujeres son de unas décimas mientras que de un núcleo a otro los datos son similares. Es mencionable que el porcentaje de habitantes con estudios superiores y la antigüedad del núcleo en el que residen son dos variables inversamente proporcionales.
La población del Puente de Inca experimentó un aumento significativo durante la segunda mitad del siglo XIX. Hasta entonces únicamente se contabilizan algunos predios y varias casas de labranza que constan en los censos de la época como población diseminada. El número de habitantes creció y alcanzó los 461 en 1910. Durante el siglo XX pueden distinguirse tres fases: La primera, de 1900 a 1960, se caracteriza por un crecimiento muy lento y periodos de estancamiento. Después de estos sesenta años la población es de 3015 habitantes. La segunda fase, de 1960 a 1981, es coetánea al desarrollo económico como consecuencia de la actividad turística y origina un proceso de inmigración peninsular a Mallorca, que afectará al Puente de Inca. Otros factores que también incidirán en el aumento poblacional son la proximidad a Palma de Mallorca y las primeras urbanizaciones como La Cabana y Benestar. A lo largo de la tercera fase, de 1981 a 2000, la población pasa de poco más de tres mil habitantes a 12 368. En términos demográficos, es un aumento «extraordinariamente importante». Algunas de las causas que explican este desarrollo son el incremento del suelo urbanizable, la relación entre el carácter de las viviendas, la cercanía a Palma y unas buenas comunicaciones. La primera década del siglo XXI se caracteriza por un constante crecimiento de la población, de 13 301 habitantes en 2001 a 18 613 en 2011. No obstante, en 2012 el número de habitantes decreció en algo más de mil personas. Se trata del primer descenso poblacional desde la posguerra que se debe, principalmente, a la crisis económica y al regreso de población inmigrada a sus lugares de origen.

## Economía
La actividad económica de la localidad goza de buena prosperidad, sobre todo en los sectores de industria, comercio y servicios. En 2013 constaban un total de 14 133 personas afiliadas a la Seguridad Social en Marrachí, de las cuales 84 se empleaban en el sector primario (0,6 %), 3043 en el comercio (21,5 %), 8786 en servicios (62,1 %), 1055 en la industria (7,5 %) y 1165 en la construcción (8,3 %). Asimismo, constaban 2975 profesionales y trabajadores autónomos, un 21 % de la actividad económica.
Las principales actividades ligadas con la industria son las relacionadas con la fabricación de productos alimentarios y bebidas. La mayoría de ellas se ubican entre Puente de Inca y La Cabana, tradicional epicentro de la industria local. En cuanto a servicios, los principales sectores son los del comercio, hostelería (bares y restaurantes), servicios administrativos y funcionariado, transportes y comunicaciones, sanidad, servicios educativos y culturales así como finanzas y seguros.

## Comunicaciones y transporte

### Carreteras
| Identificador | Denominación                       | Itinerario                                        | Red                         | Longitud (km) |
| ------------- | ---------------------------------- | ------------------------------------------------- | --------------------------- | ------------- |
| Ma-13         | Eje central                        | Palma de Mallorca - Inca - La Puebla - Alcudia    | Red primaria básica         | 52            |
| Ma-30         | Segundo cinturón                   | Coll de Rabasa - Ma-13 (cerca de Ses Cases Noves) | Red primaria básica         | 8             |
| Ma-13A        | Carretera vieja de Inca            | Palma de Mallorca - Inca - La Puebla              | Red primaria complementaria | 45            |
| Ma-2031       | Carretera vieja de Buñola          | Palma de Mallorca - Buñola                        | Red secundaria              | 10,5          |
| Ma-3013       | Carretera Son Ferriol - Cas Capità | Son Ferriol - Ma-13A (cerca de Cas Capitá)        | Red secundaria              | 4,5           |

### Autobuses

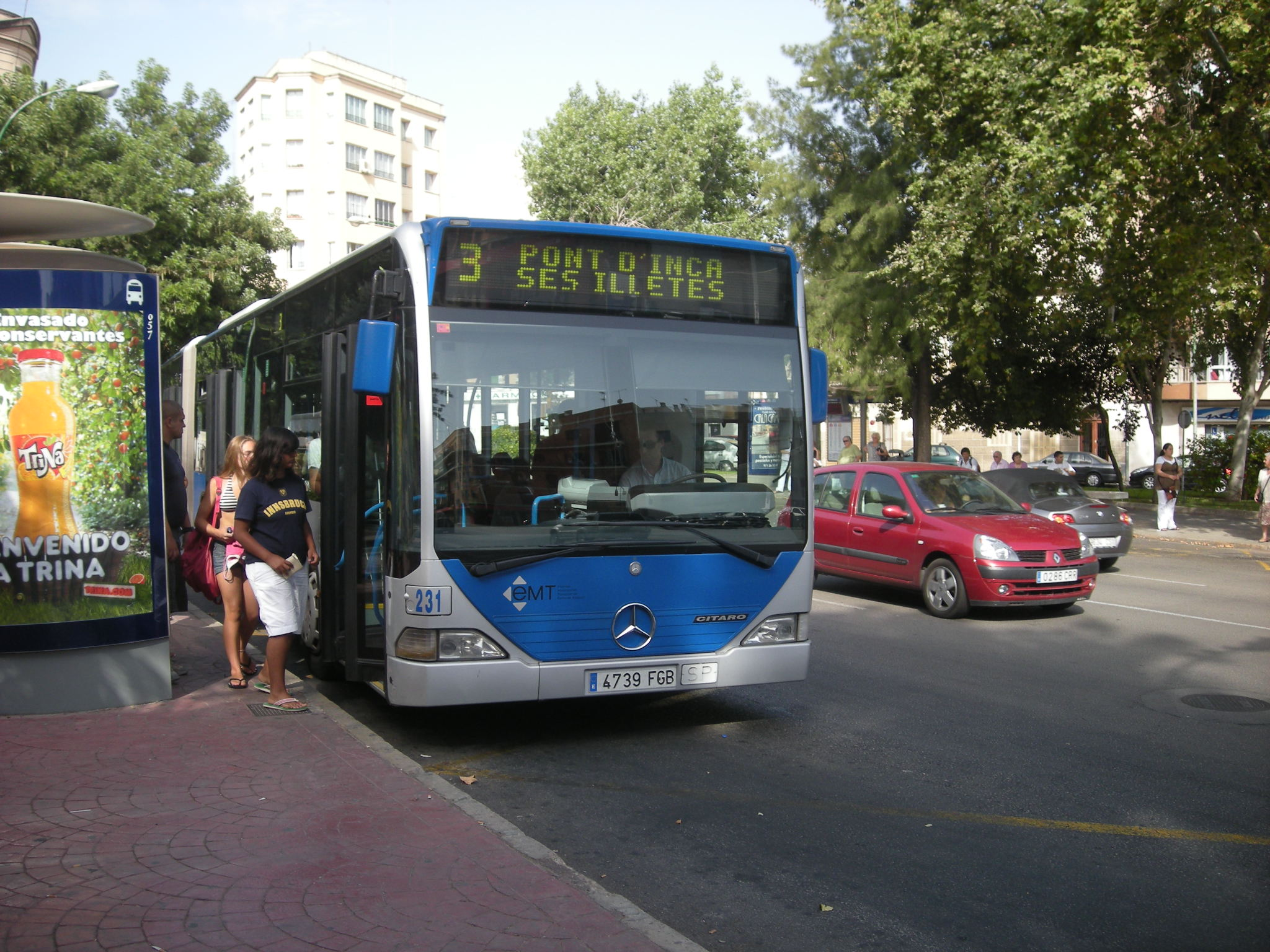
Autobús de la línea 3 de la EMT de Palma de Mallorca

La localidad cuenta con dos tipos de servicio de autobús; urbano e interurbano. Cuenta con una línea de autobús urbano, la línea 3 de la Empresa Municipal de Transportes de Palma de Mallorca. Conecta la localidad de Palma, (la última parada es la plaza Juan Carlos I) con el Puente de Inca y Pla de Natesa; atravesando todo el centro de Palma. En total son cinco las paradas que hace el autobús de la EMT en la localidad; 2 en la avenida de Antonio Maura, 1 terminal de la misma, en la antigua terminal del aeropuerto de Son Bonet, otra en Puente de Inca Nuevo y la última en Ca's Miot. En cuanto a transporte interurbano, cabe mencionar las líneas 302 y 307 explotadas por Transportes de las Islas Baleares (TIB). La primera une la estación de Marrachí con Son Ramonell pasando por Cas Capitá, Pla de Natesa, Puente de Inca, Son Macià y Es Garrovers. La segunda cubre el mismo recorrido aunque también pasa por el barrio palmesano de Son Ferriol y el hospital Son Llàtzer.

### Ferrocarril y metro
La localidad cuenta con una estación ferroviaria ubicada en la calle Cabana. Cabe mencionar además la existencia de una segunda estación, inaugurada en 2001, en la urbanización de Puente de Inca Nuevo. Ambas son propiedad de Servicios Ferroviarios de Mallorca (SFM), compañía dependiente del Gobierno de las Islas Baleares que gestiona los servicios de tren y metro públicos de la isla. Desde el 13 de marzo de 2013 ambas estaciones forman parte de la línea M2 del metro de Palma de Mallorca, que conecta las estaciones de Plaza de España y Marrachí. Esta línea metropolitana comparte vía con las líneas de tren. Los servicios de la línea M2 se limitan a los días laborables, por lo que durante los sábados, domingos y festivos, así como durante los meses de julio y agosto, cuentan con una parada en las estaciones de Puente de Inca y Puente de Inca Nuevo las líneas T2 y T3.

### Transporte aéreo

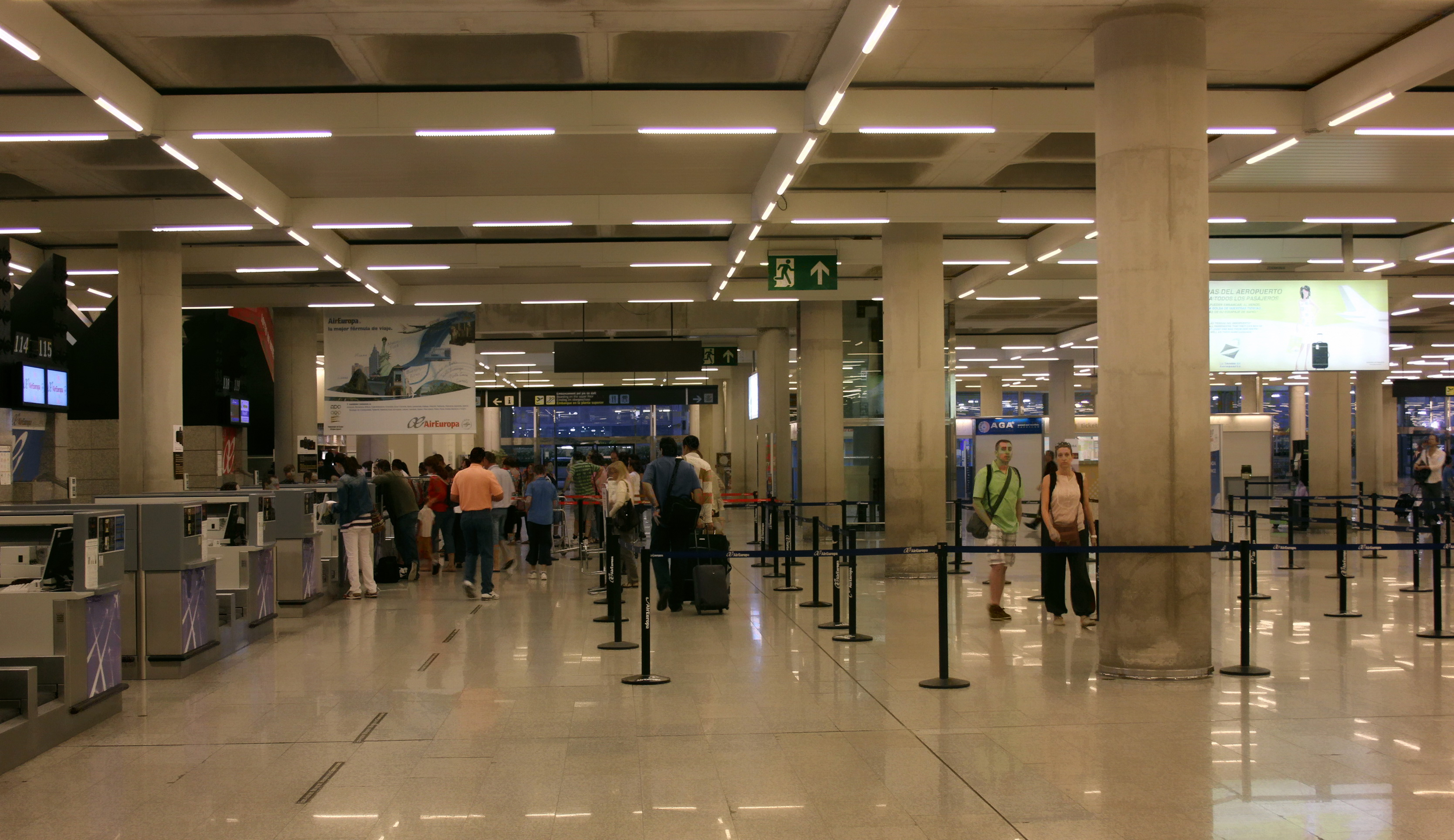
Terminal de salidas del aeropuerto de Palma de Mallorca

A unos diez kilómetros de Puente de Inca, y comunicado por autopista, se encuentra el aeropuerto de Palma de Mallorca, conocido como aeropuerto de Son Sant Joan. Su última remodelación y ampliación se realizó en 1997 con motivo del aumento del volumen de tráfico experimentado desde su apertura en los años 1960, con la construcción de un nuevo edificio terminal diseñado por el arquitecto Pere Nicolau. El aeropuerto de Palma de Mallorca es el tercero de España en número de viajeros, solo superado por Madrid-Barajas y Barcelona-El Prat. Sirve a un tráfico nacional e internacional, especialmente de origen británico y alemán. Según las estadísticas de AENA, gestora del aeropuerto, en 2012 Son Sant Joan movió 22 666 682 pasajeros, 173 957 operaciones y 13 711 903 mercancías.
Paralelamente, cabe mencionar el aeródromo de Son Bonet, ubicado en la propia localidad. Fue el aeropuerto de Palma de Mallorca entre 1927, año en que llegó el primer vuelo comercial procedente de Barcelona, y 1960, fecha en la que los servicios de aviación comercial se trasladaron al actual Son Sant Joan, ante la imposibilidad de ampliar Son Bonet por encontrarse este en zona urbana. Hoy en día está destinado a la aviación privada y de recreo. Alberga el Real Aeroclub de Baleares así como algunas escuelas de aviación, manejo de drones, escuelas de azafatas... Actualmente se ha habilitado la zona de la torre de control como Cantina/Restaurante y en el primer piso se encuentra una pequeña residencia para l@s estudiantes que vienen a estudiar, de fuera. Según las estadísticas de Aena, que también gestiona Son Bonet, en 2012 movió 1031 pasajeros y se llevaron a cabo 12 792 operaciones.

## Lugares de interés

### Viviendas

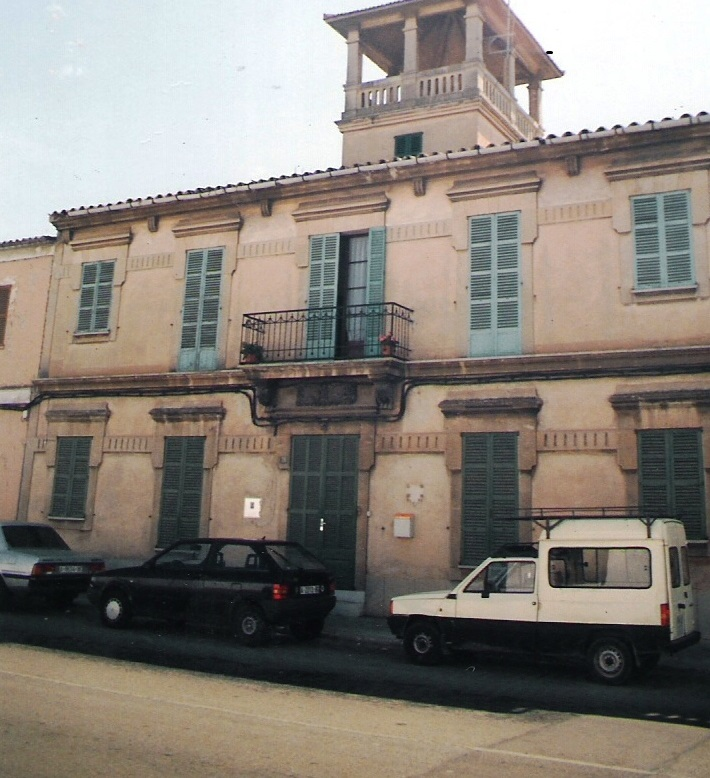
Cal Metge Seguí
Cal Metge Seguí —o simplemente Can Seguí— es una casa edificada en 1920 y situada en la antigua carretera de Inca. De grandes dimensiones, su tipología corresponde a las viviendas benestantes de principios del siglo XX, que destacan entre las construcciones más populares de su entorno. Sobre la fachada pueden apreciarse los escudos de las familias Arrom y Homar, aunque se desconoce el propietario original de la misma. Su nombre se debe a Sebastián Seguí, médico titular del municipio que residió en la vivienda durante muchos años. Cal Metge Seguí es un edificio integrado en el conjunto urbano de la avenida Antonio Maura. Presenta planta baja y piso, separados por una moldura, y está cubierto por un tejado a dos aguas. Sobre este se levanta una torre de planta cuadrada y dos alturas, de las cuales la segunda tiene una balaustrada y ocho pilares que sostienen una cubierta de pabellón. Paralelamente, cabe destacar un jardín en la parte posterior del conjunto. La fachada principal se caracteriza por un color arenoso y un pequeño zócalo de placas de cemento. Los sillares cuentan con relieve y están labrados. Entre ellos se observa una franja horizontal de marés con incisiones verticales. Sobre el portal de entrada hay una inscripción que dice «AÑO 1920» y, entre decoración vegetal, dos escudos. El edificio queda coronado por una cornisa. En cuanto a oberturas es bastante regular; la planta baja presenta la entrada principal en el centro y dos ventanas a cada lado. La serie se repite en el piso superior, donde puede apreciarse un balcón en el centro y dos ventanas a cada lado. El interior de la vivienda está bien conservado y apenas se han hecho modificaciones, preservando muchos de los elementos originales.

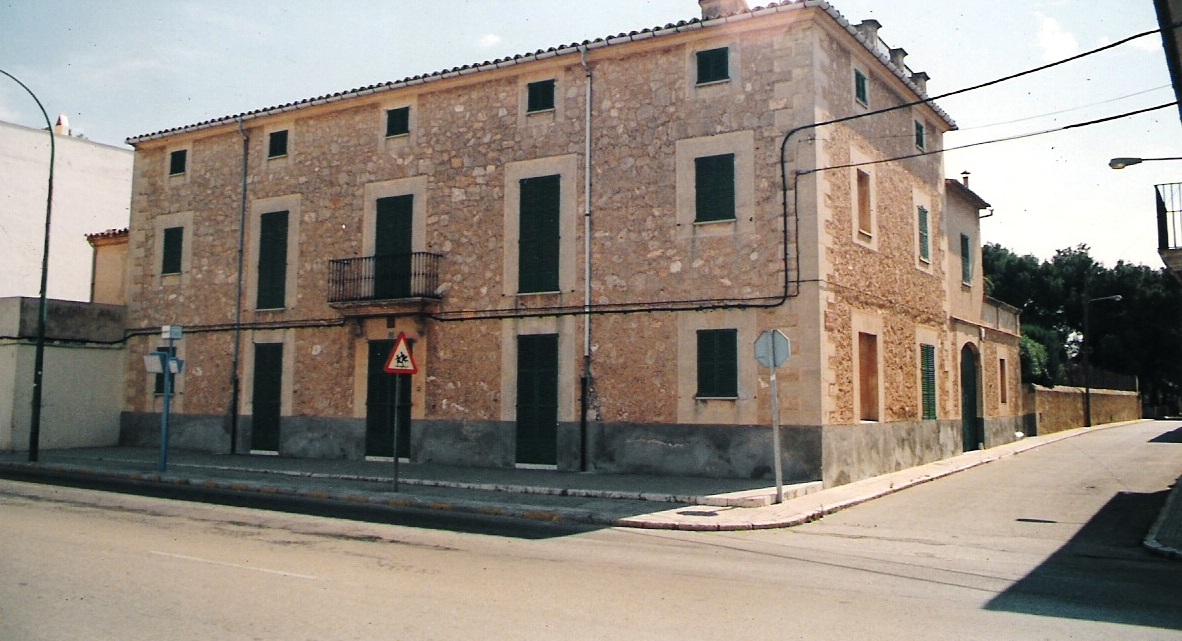
Can Bernat Nadal de Son Sales
Can Bernat Nadal de Son Sales —o simplemente Son Sales— habría sido inaugurada entre 1902 y 1905. Fue construida por encargo de Bernat Nadal, antiguo alcalde de Marrachí, y tuvo un coste aproximado de 14 000 pesetas. Su nombre se debe a que la familia propietaria de la casa fue mayoral de la posesión del mismo nombre. Forman el conjunto el edificio, de planta baja y dos pisos, algunos añadidos de factura posterior y el jardín posterior, que ocupa el resto de la parcela y en el que antaño hubo una plaza de toros. El edificio está recubierto de piedra con mortero de cal y cantoneras de marés. Un zócalo recorre los bajos de toda la estructura, mientras que el jardín se encuentra cercado por una tapia de piedra. Todos los vanos de la fachada mayor son adintelados. En la planta baja se encuentra la entrada principal en el centro, flanqueada por dos ventanas balconeras, al lado de las cuales hay una ventana rectangular. En el primer piso se repite el mismo esquema, aunque en la ventana central hay un pequeño balcón. En el segundo piso pueden apreciarse cinco pequeñas ventanas cuadradas ubicadas a la misma altura que las aperturas de los pisos inferiores. En el muro lateral continúa la simetría de la fachada, con dos ventanas rectangulares en cada piso. En el lateral hay además un pequeño arco de acceso a la vivienda, por medio del patio interior. Durante sus más de cien años de historia ha experimentado diversas reformas; en 1937 se construyó el cuerpo auxiliar de la calle Obispo Campins, mientras que en el año 1947 el propietario adquirió el edificio anexo para construir una cocina nueva.
Desde 2003 ha albergado en sus bajos varios establecimientos de restauración.
Can Fluixà
Fue construida como una casa de verano en 1880. A lo largo de su historia ha tenido varios nombres —Can Bleda, Can Vila, Can Ramis, etc.— pero Can Fluixà se ha impuesto debido a uno de sus inquilinos. Se desconoce el nombre del primer propietario, aunque es sabido que era un empresario vinícola de Binisalem que vivía en Barcelona. Su titularidad corresponde a la familia Ramis, que la adquirió en 1900 y llevó a cabo una serie de intervenciones entre las que destacan la colocación de esculturas en sus jardines. La parcela alberga la casa, con planta baja y dos pisos, así como un amplio jardín. En un lateral se observa un cuerpo añadido de una sola planta y cubierto por una terraza con balaustrada de marés. Sobre el tejado se alza una torre de planta cuadrada coronada per esculturas zoomórficas. El acceso a la casa se realiza por medio de tres escalones que dan paso a una pequeña terraza que discurre paralela a la fachada. La entrada a la parcela consta de dos pilares coronados con bustos y dos grandes puertas de hierro, sobre las cuales puede apreciarse un escudo con la inscripción «Salom». En la planta baja hay tres portales de acceso así como un gran ventanal y dos ventanas a cada lado. La fachada es bastante regular, siguiéndose el mismo esquema de vanos en las diferentes alturas del edificio. El interior ha sufrido bastantes modificaciones respecto al diseño original, especialmente tras una reforma en los años 1980 que dividió la casa en dos viviendas separadas.

### Hostales
Sa bodega

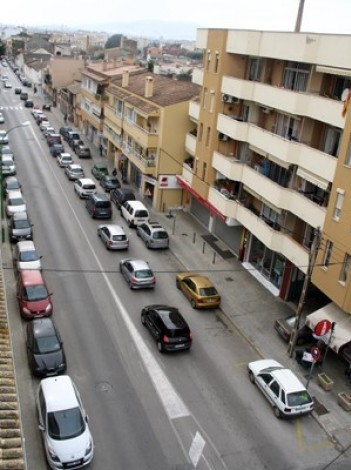
La carretera de Inca a su paso por la localidad, donde recibe el nombre de avenida Antonio Maura. En ella se encontraban los antiguos hostales y tabernas que marcaron los orígenes del núcleo, rehabilitados hoy en día como comercios y viviendas.

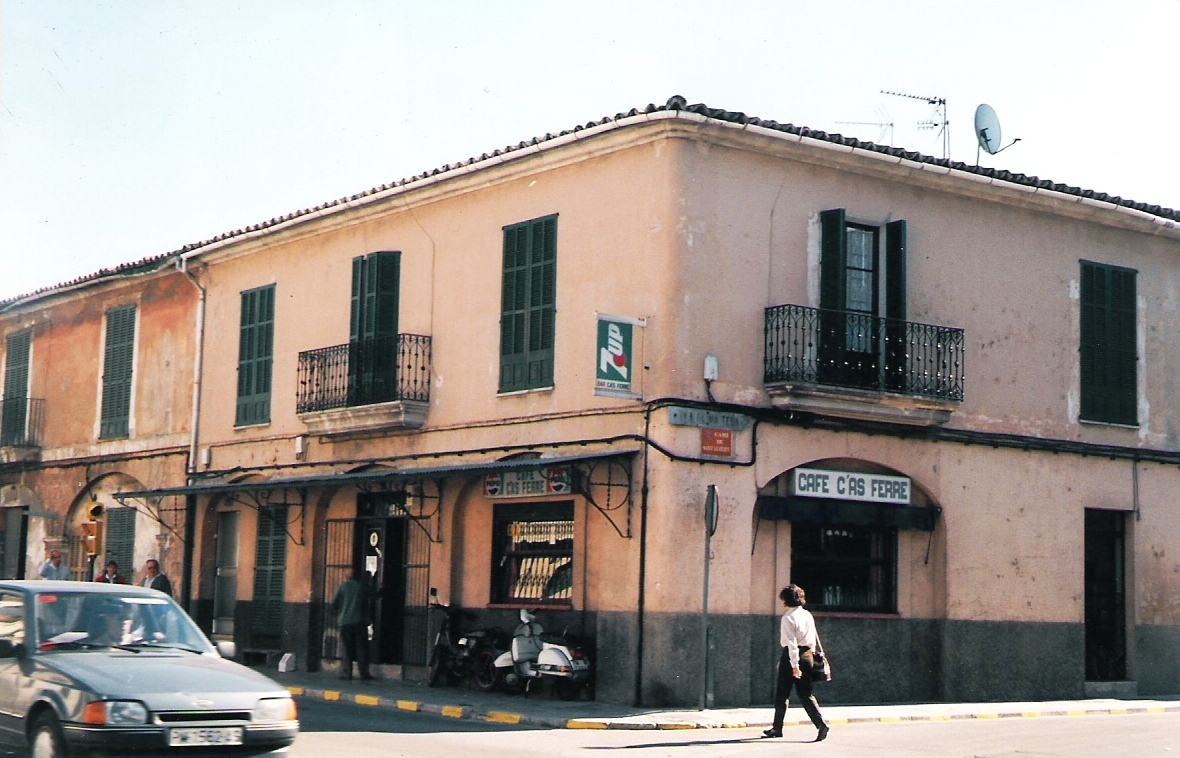
Cas Ferrer en 1996. El bar cerró y el local fue ocupado por una sucursal bancaria. A la izquierda puede apreciarse parte del antiguo hostal Can del Valle. Ambos edificios fueron restaurados durante los años 2000.

Sa bodega es un antiguo hostal de dos plantas que data del siglo XIX. Está situado entre la avenida de Antonio Maura y el camino de San Lázaro, junto a Cas Ferrer y Can del Valle con los que forma un conjunto único. Durante el primer tercio del siglo XX el primer piso se convirtió en un centro de reunión para obreros. De hecho, todavía puede apreciarse en la fachada la inscripción «CÍRCULO DE OBREROS CATÓLICOS DE PALMA». Posteriormente albergó un cinematógrafo y desde los años 1980 la sede municipal del partido político Izquierda Unida (España). La planta baja alberga diversos locales destinados a negocios y servicios. El edificio, que hace esquina y está alineado a la derecha, presenta una cubierta plana con balaustrada de marés. Parte del edificio está rematado por una cornisa moldurada y un tejado simple, una continuación del edificio vecino del que originalmente debía formar parte. La fachada es de piedra viva, aunque tiene un zócalo de color blanco. La planta baja está formada por arcos —todos cerrados, tanto por vidrieras como por muros— mientras que en la planta superior hay ventanas balconeras sobre cada uno de los arcos, por lo que se trata de un conjunto simétrico. En contraposición, el interior es irregular, fruto de las numerosas intervenciones que se han llevado a cabo a lo largo de los años.

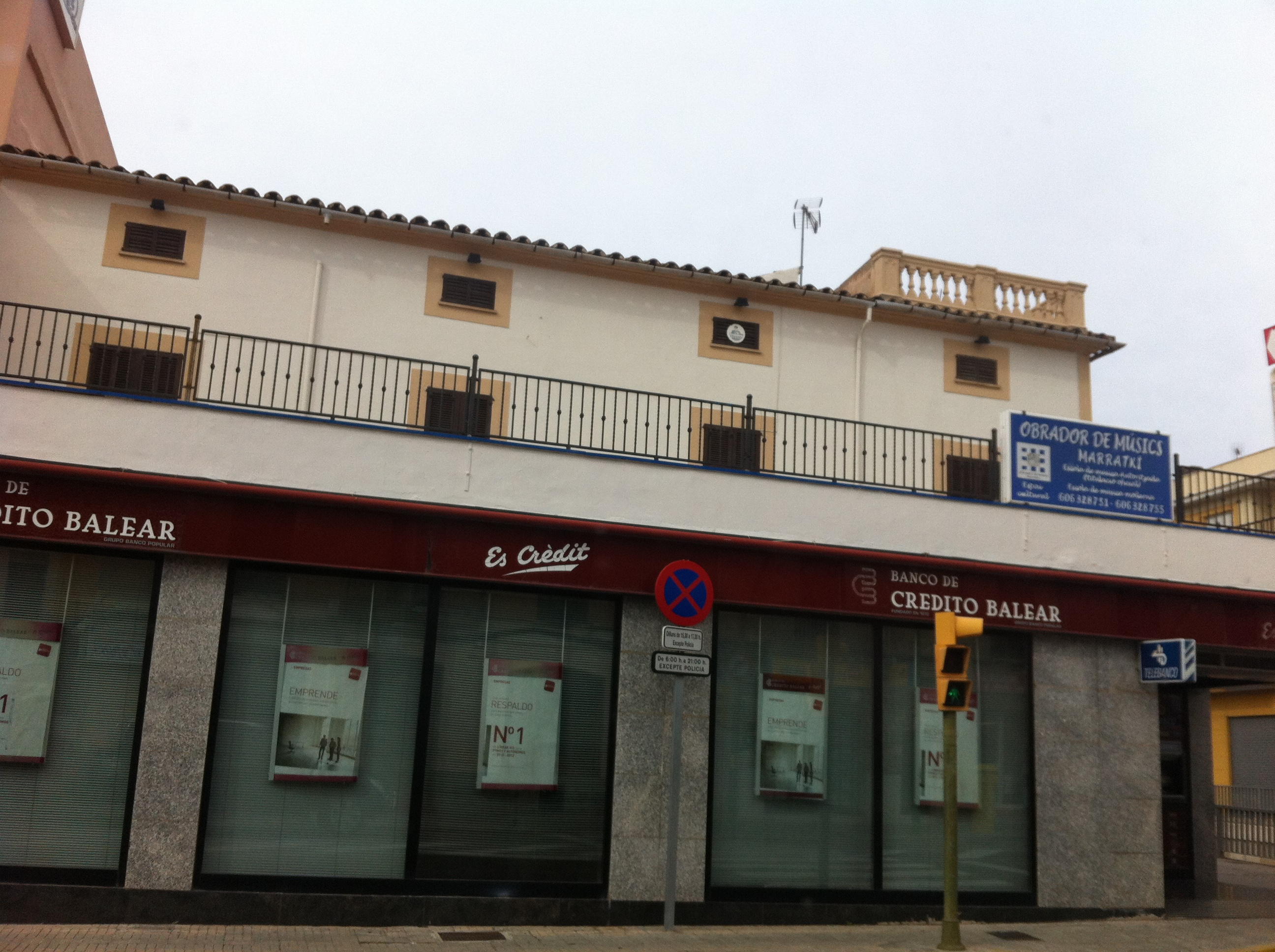
Can Berruga
Es un antiguo hostal de tres plantas que data del siglo XIX. Está situado entre la avenida Antonio Maura y la calle Cabana con los que formar un conjunto único.
El edificio albergó en 1902 la sociedad de socorros mutuos de “La protectora Puente de Inquense”, cuya finalidad era proporcionar Socorros mutuos a los asociados y asistencia médica los mismos y a sus familias; Además de ofrecer actividades complementarias para sus socios como cualquier tipo de enseñanza, excluyendo de ellas cualquier relación con la política, y destinando el sobrante de sus fondos a la enseñanza de música y canto.
El edificio albergó durante mediados del siglo XX un bar llamado Can Berruga, y un barbería,  situado el conjunto inicialmente en la avenida Antonio Maura y que acabó desplazado a la calle Cabana. Anteriormente albergó una carnicería y tenía en el patio posterior el obrador de la carnicería.
Actualmente en el local inferior encontramos una sucursal del banco Santander, y en la parte posterior, curiosamente 113 años después, encontramos una escuela de música, danza, y teatro musical (Obrador de Músics Marratxí), un guiño o relevo a las actividades llevadas a cabo por la Protectora Puente de Inquense más de un siglo atrás.
Es una casa de dos cubiertas, que cuenta con dos amplios locales en la planta inferior,  sótano, y una vivienda de dos plantas en la parte superior dos amplias terrazas una en la parte delantera y otra en la parte posterior,  un patio interior en la zona trasera y  sobre una de las cubiertas se alza una pequeña terraza en forma de torre, con balaustrada. En los años 60 tenía por vecino al cine del Puente de Inca justo en el edificio colindante.  El edificio ha sufrido varias remodelaciones y cambios de aspecto a lo largo de los años, con la construcción del Bar can Berruga se hicieron vidrieras en la planta baja que aun hoy conserva el Banco, en el primer piso todos los vanos de la fachada son adintelados y una balconera de Hierro remata todo el conjunto.
Can del Valle
Can del Valle fue uno de los hostales que caracterizaron los orígenes del Puente de Inca. Forma junto con Can Berruga y Cas Ferrer un conjunto único en la vía. Se trata de una estructura con edificaciones en sendos lados y cubierta por un tejado de doble vertiente. Presenta planta baja, piso y un patio en la parte posterior. La fachada, regular y simétrica, cuenta con una franja de marés entre las dos plantas, pintada de color blanco al igual que los sillares del piso superior. Este está pintado de color ocre y rematado por una cornisa. En la planta baja pueden apreciarse tres arcos que configuraban el porche del antiguo hostal. En algún momento del siglo XX fueron tapiados, pero durante una reforma llevada a cabo en los años 2000 se sustituyeron por portones de madera. En la parte superior, y sobre cada uno de los tres arcos, hay tres ventanas balconeras, aunque solo la central cuenta con barandilla. El interior está formado por tres estancias que vienen dadas por diferentes arcadas, mientras que en el patio trasero puede reconocerse los restos del antiguo establo. Durante muchos años albergó en sus dependencias una sucursal de Telefónica.
Can Vermell
Can Vermell es un antiguo hostal de la carretera de Inca que data de principios del siglo XX. Es un conjunto formado por dos plantas y un jardín trasero, que limita con las vías del ferrocarril. En la planta baja destaca el porche, al cual se accede `por medio de dos arcos de medio punto. La fachada principal es lisa, de color salmón, y con una pequeña franja de color más oscuro en la parte inferior. Es simétrica; cuenta con los dos arcos del porche en la planta baja y con cuatro ventanas en la planta superior. La fachada posterior presenta unas características muy similares, aunque es de color blanco. La estructura está rematada por una cornisa y cubierta por una voladura. El edificio fue rehabilitado como vivienda y junto a él se encuentra una de las paradas de la línea 3 de la EMT, por lo que es común que los usuarios de este servicio se resguarden del sol o de la lluvia en el interior del porche mientras esperan la llegada del autobús.
Cas Ferrer
Cas Ferrer o Cas Ferre es uno de los antiguos hostales. Situado entre Can del Valle y Can Berruga, los tres forman un conjunto único en la vía. Su nombre, Cas Ferrer, traducido como casa del herrero, radica en que el edificio albergó una herrería en sus bajos y un hostal en el primer piso. Posteriormente albergó el café Cas Ferre, uno de los establecimientos hosteleros más populares de la localidad, que dio su nombre a un equipo de fútbol sala y organizó varios torneos de ajedrez. Cerró en torno al año 2000 y el local fue ocupado por una sucursal bancaria. El edificio, de dos plantas, hace esquina y está alineado a la izquierda. La fachada principal y la lateral están pintadas de color rosa, todo cubierto por una cornisa moldurada y tejado. La planta baja presenta tres arcos en la fachada principal y uno en la lateral, todos de piedra. En la fachada lateral, junto al arco, hay una antigua puerta que funciona actualmente como ventana. En la planta superior pueden apreciarse cinco ventanas balconeras, tres en la fachada principal —sobre los arcos— y dos en la lateral, aunque solo dos poseen balcón con baranda. El interior está muy modificado, aunque se conserva el trazado de los arcos. Presenta techos falsos y no está compartimentado.

### Edificios religiosos
Convento de La Salle
Centro educativo.
Convento de Santa Teresa

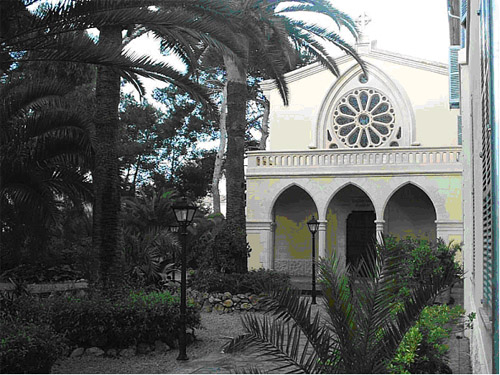
Santa Teresa

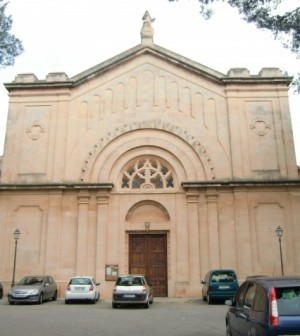
Fotografía de la iglesia de San Alonso Rodríguez, en la que aún puede verse la escultura de Santa Caterina Tomás, destruida por un rayo en 2013

Popularmente conocido como ca ses monges franceses (casa de las monjas francesas), es un convento y centro educativo perteneciente a la congregación de las Hermanas Dominicas de la Presentación. El edificio data de finales del siglo XIX y en sus orígenes albergaba un internado católico-burgués. Cuando las monjas llegaron en 1903 lo convirtieron en un colegio para niñas, hasta los años 1970 en que pasó a ser mixto. Está ubicado en la calle homónima, cerca de la iglesia de San Alonso Rodríguez y ocupa casi la totalidad de una manzana urbana. Se trata de una estructura alineada y aislada, compuesta por varios cuerpos unidos entre sí que se desenvuelven en torno a un patio. Frente a la fachada principal hay un jardín, una de las mayores zonas verdes de la zona, y una estructura levantada en los años 1990 que alberga las aulas de educación primaria. El cuerpo principal presenta dos plantas, mientras que los cuerpos adyacentes que dan a las calles Santa Teresa y Ramon Llull presentan además un falso porche. La capilla se haya adosada en sentido transversal a la fachada principal. Data del año 1918 y es de planta de salón, con una sola nave y ábside trapezoidal. A los pies de la nave se encuentra el crucero, sobre el cual se levanta el coro. Este a su vez está conectado con las estancias de las monjas que allí residen. La capilla está cubierta por un tejado de yeso que presenta reminiscencias árabes mientras que el exterior es de estilo neogótico. En el cuerpo principal se encuentran las dependencias administrativas del colegio y las estancias de las religiosas, mientras que los cuerpos adyacentes están formados por aulas. La distribución y el acceso a los espacios viene dado por corredores.
Iglesia de San Alonso Rodríguez
Es el templo parroquial de la localidad. Data de finales del siglo XIX y está dedicado a San Alonso Rodríguez, Santa Caterina Tomás y el beato Ramon Llull. El conjunto está formado por la iglesia y la rectoría, adosada a la derecha y de factura posterior. La fachada principal es de marés y algo austera, rematada por una cornisa. Está dividida en dos registres que vienen dados por una imposta y se organiza a partir de tres ejes verticales, de los que el central es el doble de amplio que los laterales y presenta mayor decoración. Es en este eje donde se encuentra la portada, formado por un portal adintelado, dos pilastras a cada lado y varios arcos. Quedaba rematada por una escultura de Santa Caterina Tomás, patrona del Puente de Inca, pero que fue destruida por un rayo caído el 26 de agosto de 2013. En la fachada lateral destaca el campanario, de gran robustez, que tiene en su parte baja el portal lateral, mucho más simple que el principal. El interior presenta una sola nave con capillas laterales comunicadas por arcos de medio punto. Tiene seis tramos y el ábside es atrompetado. La nave central está cubierta por una bóveda de cañón con lunetas, donde se abren las ventanas de medio punto. Las capillas también están cubiertas por bóvedas de cañón. Cabe destacar la capilla del Sagrario, que configura un pequeño absidiolo. El coro está sostenido por tres arcos rebajados. En el centro del ábside hay una talla de Santa Catalina Tomás, flanqueada por dos pinturas que representan el Martirio de Ramon Llull y San Alonso Rodríguez. Sobre estas puede apreciarse una tercera pintura que representa la Gloria.

### Edificios industriales
Bodegas Suau
Fábrica licorera que produce bebidas espirituosas entre las que destacan el brandy y las hierbas, destinadas principalmente a la exportación. La destilería fue fundada en 1951 por el marino mercante Federico Suau y se ubicó en la parcela anteriormente ocupada por Harinera Balear. El edificio fue demolido, pero se preservó su sótano —de más de 2000 m² y usado como bodega— y la chimenea, de cincuenta metros de altura. En el solar se edificaron dos naves en las que se lleva a cabo la producción de los licores y donde hay además un pequeño museo con alambiques y maquinaria vinícola de principios de siglo. En el año 2006, unos empleados de la fábrica descubrieron un túnel de 45 metros de longitud que comunica el sótano con la chimenea de la antigua harinera.
Fábrica de Ses Llistes

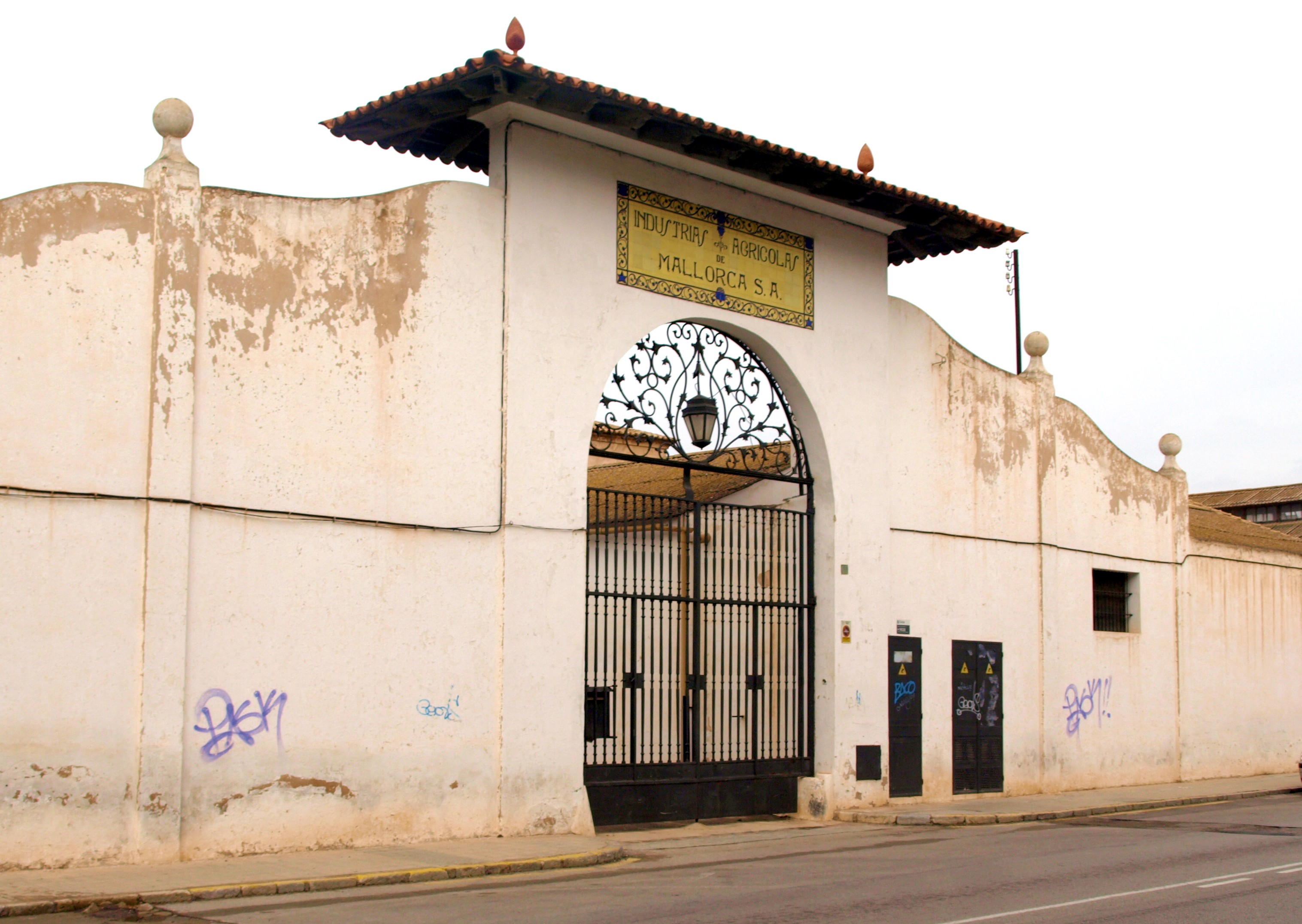
Antigua sede de Industrias Agrícolas de Mallorca, popularmente conocida como Sa Garrovera

La fábrica de Ses Llistes abrió en 1924 y estaba ubicada en la calle Cabana. Era propiedad de la familia Mayol, originaria de Sóller, y se dedicaba a la fabricación y exportación de productos textiles. Se trata de un edificio de grandes dimensiones, ubicado sobre una parcela de 1500 m², y construido con muros de ladrillo. Destaca su chimenea, similar a la de Harinera Balear. Cesó su actividad en la década de 1970 y estuvo abandonada hasta el año 1980, cuando su propietario, el empresario Damián Mayol, cedió gratuitamente el espacio a una cooperativa siempre y cuando se destinara a fines educativos. La cooperativa rehabilitó el edificio y comenzó a impartir clases en septiembre del mismo año. Desde entonces la antigua factoría ha constituido el colegio Liceo Balear, popularmente conocido como Es Liceu.
Industrias Agrícolas de Mallorca
Industrias Agrícolas de Mallorca está situada en la avenida de Antonio Maura y forma parte del grupo de factorías que caracterizaron un periodo de la historia de la localidad. La empresa inició sus actividades en 1930 y se dedicaba a transformar la algarroba en harina y alcohol, productos que posteriormente importaba a países europeos como Alemania, Francia, y Reino Unido así como a otros estados más lejanos como Japón o Australia. La magnitud de la actividad desarrollada era tal que la compañía de los Ferrocarriles de Mallorca estableció un cargador que conectaba la estación de Puente de Inca con las instalaciones, para poder transportar así sus productos hasta el puerto de Palma. En torno a 1964 la compañía comenzó a mercantilizar directamente con la algarroba, circunstancia que dio lugar al sobrenombre con el que es popularmente conocida, «Sa Garrovera». Muchos de los campesinos locales vendían sus productos a la compañía, al igual que hubo un número considerable de pondinqueros empleados en la misma. Industrias Agrícolas de Mallorca cerró a principios de los años 1990 y sus instalaciones han permanecido abandonadas desde entonces. El complejo, de 5500 m², está formado por tres naves y unas pequeñas dependencias destinadas a oficinas. En el 2015 el ayuntamiento de Marrachí adquirió las instalaciones y terreno con la intención de reconvertirlas en un centro sociocultural.

### Otros
Aeródromo de Son Bonet

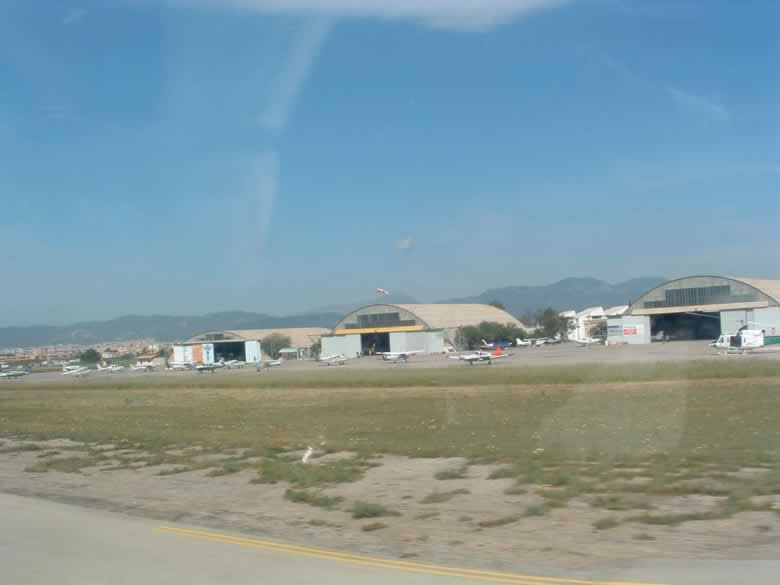
Pistas y hangares de Son Bonet

El aeródromo de Son Bonet funcionó como aeropuerto de Palma de Mallorca entre 1927 y 1960. Se trata de un conjunto formado por diversos edificios de uso aeronáutico, integrado por el Centro de Control de Área, la Terminal aeroportuaria con la torre de control —ambos de estilo regionalista— edificios de oficinas, hangares y otras construcciones auxiliares. La antigua terminal presenta diversos volúmenes con formas geométricas. En cuanto a cubiertas encontramos de dos tipos; tejados y cubiertas planas que conforman terrazas. En la parte posterior, frente a la pista de aterrizaje, destaca la torre de control, de planta cuadrada y cuatro alturas. El Centro de Control de Área, de características semejantes a la terminal, presenta en la parte central una torre. Los laterales, de dos plantas, cuentan con cubiertas diferentes; la izquierda plana con terraza y la derecha tejado de cuatro vertientes. Todas las fachadas están pintadas de blanco aunque la sillería es de piedra de marés.
Escoleta Vella

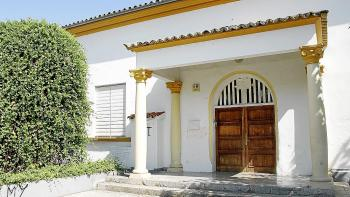
Escuela Vieja de Puente de Inca

Antigua escuela de primaria, obra del arquitecto Guillermo Forteza, que fue inaugurada en 1927 y ampliada en 1936. Se encuentra en la calle de Santa Catalina Thomás, a pocos metros de la iglesia parroquial, y se erige como un conjunto destacable entre las viviendas que lo rodean. La escuela fue construida coetáneamente a los grupos escolares de Pla de Natesa y Pórtol, con los que comparte planta y características arquitectónicas. Se trata de un edificio de una sola planta, aislado, y con planta de U, con el patio en el centro. El cuerpo principal cuenta con una cubierta a dos aguas, mientras que las dos alas poseen una cubierta de pabellón. La fachada está pintada de blanco y tiene un zócalo de cemento. La portada está cubierta por un porche con tejado a tiple vertiente sostenido por cuatro columnas jónicas. Queda coronado por una cornisa moldurada, que durante la última reforma efectuada fue coloreada de amarillo. La fachada principal presenta un portal y tres ventanas a cada lado. La fachada posterior presenta, en la parte central, un arco de medio punto —ubicado entre varias puertas adinteladas— y un pórtico con columnas jónicas con una moldura encima, que también se aprecia en una de las secciones laterales. En uno de los cuerpos laterales se encuentran dos ventanas de medio punto, mientras que en el otro hay una ventana de medio punto y otra apaisada, de factura posterior. El cuerpo lateral derecho cuenta con un pequeño porche, idéntico al que anteriormente hubo en el lateral izquierdo, pero que fue tapado para construir unos baños. Dicha modificación rompió la simetría del plano original. El acceso al interior del conjunto se realiza a través de un vestíbulo central, que conduce al patio. A cada lado del mismo se encuentran los diferentes habitáculos. Funcionó como escuela primaria hasta 1985 —cuando sus alumnos fueron trasladados al CP Blanquerna— y como escuela infantil hasta 2008. En 2025 alberga un espacio dependiente del área de juventud del ayuntamiento así como el esplai Utopia Jovent.
Estación de tren

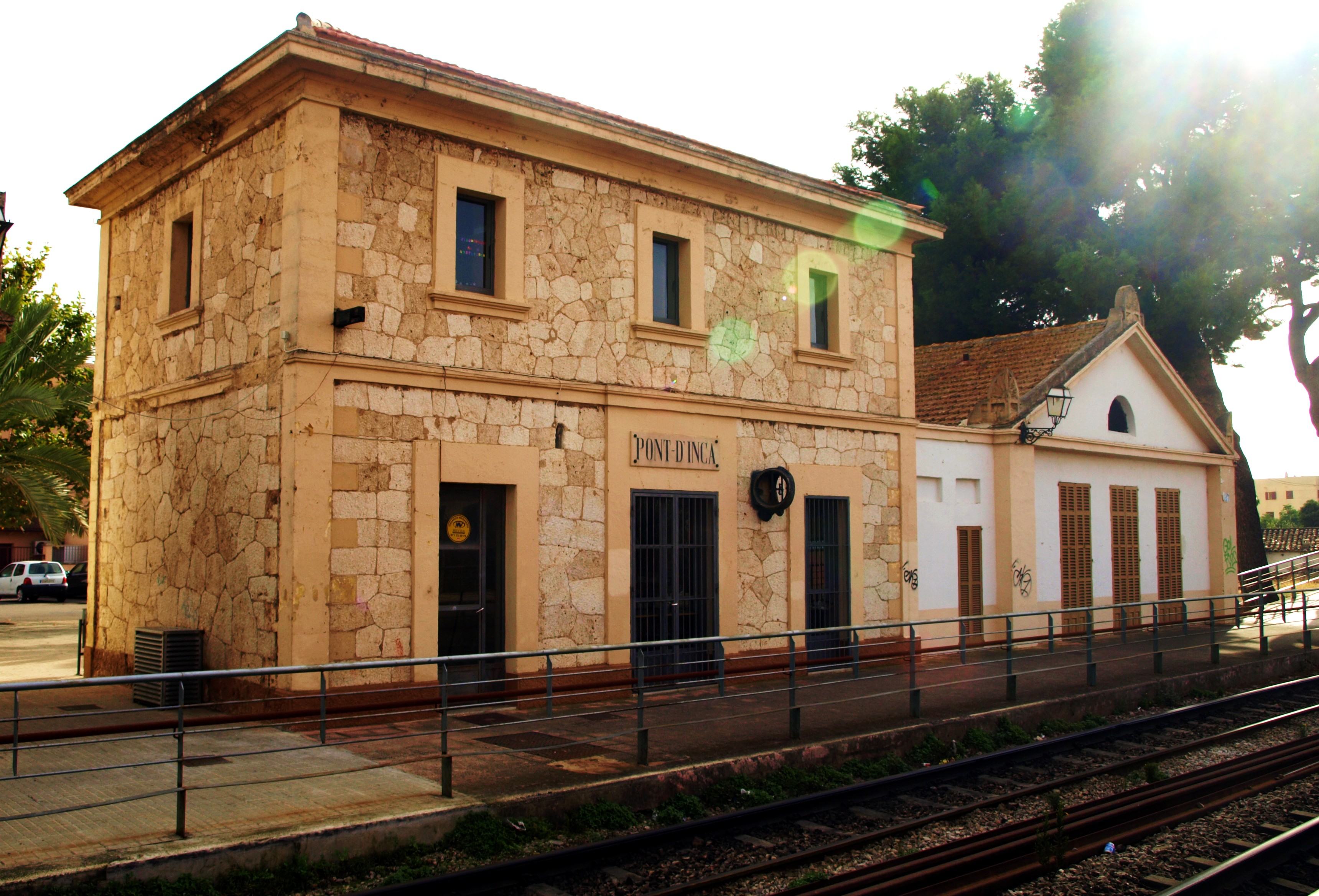
Estación de Puente de Inca

Se trata de una estación de ferrocarril perteneciente a la línea entre Palma de Mallorca e Inca. Fue inaugurada el 24 de febrero de 1875 y diseñada por el ingeniero Eusebio Estada. Originalmente estaba ubicada en un contexto fabril, aunque los vagones de mercancías y las factorías dieron paso al metro y a las urbanizaciones residenciales. El conjunto está formado por tres edificaciones; destaca el cuerpo central, que es el antiguo edificio de viajeros y cuyo diseño es idéntico al de otras estaciones como Alaró-Consell o Lloseta, además de construcciones propias de un apeadero ferroviario. Se trata de un edificio de estilo tradicional, de planta cúbica y cubierta plana. Consta de dos pisos —si bien originalmente solo había uno—, con una moldura en la separación de plantas y rematado por una cornisa. Los dos cuerpos auxiliares, de reminiscencias más clasicistas, son de una sola planta rectangular y tejado a doble vertiente. Anteriormente hubo un vial de la estación que prestaba servicio a Harinera Balear, pero fue retirado en los años 1960 cuando Ferrocarriles de Mallorca suprimió los servicios de transporte de mercancías. Cabe destacar también la existencia de una torre de agua en la parte posterior del complejo, de forma octogonal y hecha de piedra, pero que fue derruida.

## Ferias, fiestas y mercados
- En la plaza de la Iglesia tiene lugar cada viernes a partir de las 8h el mercado, que cuenta con muchos años de tradición. También tiene lugar un mercado semanal en la plaza de La Cabana, los miércoles
- Cabalgata de Reyes (5 de enero)
- Fiestas de San Antonio Abad (17 de enero)
- Semana Santa (marzo-abril)
- Festival UtopiART (segunda quincena de junio)
- Fiestas de Santa Caterina Tomás (28 de julio)
- Fiesta de San Alonso (31 de octubre)

## Bienestar social

### Educación
La infraestructura educativa en Puente de Inca consta de dos colegios públicos y cuatro privados del Primer Ciclo de Preescolar, tres centros de educación primaria donde también se imparte el segundo ciclo de Preescolar, así como un instituto de educación secundaria. También existen en la localidad dos centros privados con concierto de la Consejería de Educación. El Instituto de Educación Secundaria (IES) de la localidad, el IES Marrachí, está ubicado en la urbanización de Son Ramonell —junto al polígono de Marrachí. Por este motivo, muchos jóvenes pondinqueros, especialmente aquellos de los núcleos más próximos a Palma, optan por cursar sus estudios en el IES Son Rullán, ubicado en el barrio palmesano homónimo. En estos centros, además de la Educación Secundaria Obligatoria (ESO), se imparte bachillerato y ciclos de formación. La zona consta también de un centro privado de enseñanzas artísticas autorizadas de grado elemental con titulación LOE: Obrador de Músics Marratxí. Como educación no reglada figura la que se imparte en los centros cívicos y otras entidades locales a distintos colectivos. No hay instalaciones universitarias en la localidad, por lo que es necesario trasladarse al campus de la Universidad de las Islas Baleares (UIB) en la carretera de Valldemosa o a otra comunidad autónoma.
| Tipo de centro                                   | Nombre                     | Ubicación                             |
| ------------------------------------------------ | -------------------------- | ------------------------------------- |
| Escuelas infantiles públicas                     | Puente de Inca Nuevo       | Calle Torrente, s/n                   |
| Escuelas infantiles públicas                     | Ses Cases Noves            | Calle Joan Pons i Marqués, s/n        |
| Escuelas infantiles privadas                     | 101 Dálmatas               | Plaza Bartolomé Riera, 2              |
| Escuelas infantiles privadas                     | Peter Pan                  | Calle Gladiol, 23                     |
| Escuelas infantiles privadas                     | Petits Ferrerets           | Calle Aubarca, 19                     |
| Escuelas infantiles privadas                     | Santa Catalina Thomás      | Calle Sor Amparo Matheu, 6            |
| Colegios de educación infantil y primaria        | Blanquerna                 | Calle Caülls, 21                      |
| Colegios de educación infantil y primaria        | Nova Cabana                | Calle Gladiol, s/n                    |
| Colegios de educación infantil y primaria        | Ses Cases Noves            | Calle Joan Pons i Marqués, s/n        |
| Institutos de Educación Secundaria (IES)         | Marrachí                   | Calle Árbol de la Ciencia, 1          |
| Centros privados concertados                     | La Salle                   | Calle La Salle, 15                    |
| Centros privados concertados                     | Es Liceu                   | Calle Cabana, 31                      |
| Centros privados concertados                     | Santa Teresa               | Calle Santa Teresa, 1                 |
| Centros autorizados de música de grado elemental | Obrador de Músics Marratxí | Calle cabana, 1. Plaza de la Estación |

### Sanidad

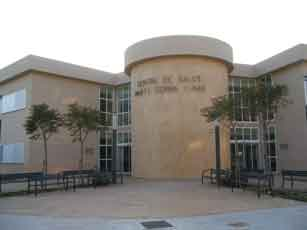
Centro de salud Martí Serra

Puente de Inca pertenece a la zona básica de salud (ZBS) Puente de Inca-Martí Serra, que abarca —además de Puente de Inca— la localidad de Pla de Natesa. Cuenta con un centro de salud, el Martí Serra, gestionado por el Servicio de Salud de las Islas Baleares (IB-SALUT), situado en La Cabana. Para las especialidades médicas y hospitalarias se derivan los pacientes al hospital de Son Llàtzer de Palma de Mallorca o en otros casos al hospital Son Espases. Para dispensar los medicamentos necesarios para la población existen cuatro farmacias en la localidad, ubicadas en los núcleos de La Cabana, Nova Cabana, Puente de Inca y Puente de Inca Nuevo.
Desde el Área de Salud del ayuntamiento de Marrachí se desarrollan talleres y conferencias de interés para la población; talleres de memoria, charlas de drogodependencia o alimentación entre otros temas, tanto relacionados con el consumo con la sanidad. El departamento se encarga además de tramitar, gracias a un convenio con la Consejería de Sanidad, de tramitar las denuncias y reclamaciones de los habitantes de la localidad.

### Otros servicios
- El pueblo dispone de un OAC, ya que el Ayuntamiento del municipio está en La Cabaneta.
- El Área de Juventud del municipio está en Puente de Inca, en el edificio Erika, en la Calle Santidad, 2, 2.º piso, incluye el Espacio Joven, lugar de encuentro para adolescentes, dónde se realizan talleres y actividades.
- Polideportivo La Salle.
- Piscina municipal en La Cabana.
- Biblioteca municipal Avda. Antonio Maura, 44